# Genoa Cricket & Football Club
El Genoa Cricket and Football Club, comúnmente llamado  Genoa (pronunciación en italiano: /ˈdʒɛːnoa/), es un club de fútbol de Italia, de la ciudad de Génova en la región de Liguria. Fue fundado el 7 de septiembre de 1893 como Cricket and Athletic Club por representantes de la importante colonia inglesa de Génova, ciudad industrial y dotada de uno de los puertos más importantes del Mediterráneo. En 1899 cambió el nombre a Genoa Cricket and Football Club. Desde la temporada 2023-24 juega en la Serie A, la primera división del fútbol nacional.
Genoa ganó 9 campeonatos de Serie A, con lo cual es el cuarto a nivel nacional con mayor cantidad de campeonatos, a pesar de que su último campeonato fue en 1924, sin contar la Copa Italia, la cual ganó en 1937. De esta manera se quedó a un paso de obtener una stella, reconocimiento que da la Federación Italiana de Fútbol al ganar 10 títulos de liga. Fue también el primer campeón de Italia, al ganar el primer campeonato italiano de Primera División, que se disputó en 1898.
Acumula también 4 subcampeonatos de la liga, y su clásico rival es la Sampdoria, equipo con el que disputa el denominado derbi della Lanterna. Además, desde 1946 comparten el mismo estadio, el Luigi Ferraris con capacidad para 36.536 espectadores. Cabe destacar que el estadio desde 1911 hasta 1946 fue propiedad del Genoa, pero debido al régimen fascista el estadio pasó a manos del municipio de Génova.

## Historia

### Fundación

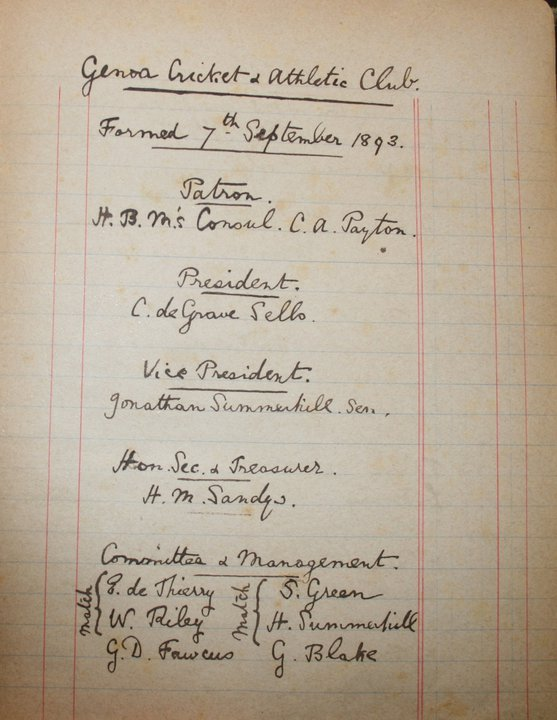
Documento de la fundación del Genoa Cricket and Athletic Club, el 7 de septiembre de 1893.

Fue fundado el 7 de septiembre de 1893. Ese día, en Via Palestro 10, sede del consulado británico de Génova, se reunieron:
- Charles De Grave Sells
- S. Green
- G. Blake
- W. Rilley
- D. G. Fawcus
- H. M. Sandys
- E. De Thierry
- Johnathan Summerhill
- Johnathan Summerhill jr.
- Charles Alfred Payton —barón del Imperio Británico y cónsul general de la Reina Victoria en Génova—.

El nombre en origen era "Genoa Cricket and Athletic Club" y entre sus actividades figuraba el "nuevo" deporte que se venía practicando desde unos treinta años en Inglaterra, el fútbol. En pocos años este deporte se hizo cada vez más popular y se convirtió en la principal actividad del club, aunque se siguieron practicando otros deportes (por ejemplo, el cricket y el waterpolo, cuyo primer campeonato ganó el Genoa en 1915). El 2 de enero de 1899 se adopta el nuevo nombre: Genoa Cricket and Football Club. Fue uno de los clubes más antiguos de fútbol italiano en el momento, los únicos otros clubes fundados eran el Internazionale Torino, el Ginnastica Torino y el FBC Torinese, los cuatro de la ciudad de Turín.
Se considera fundador del club al Doctor James Richardson Spensley (apodado en dialecto genovés "o mego ingleize", el doctor inglés), exportero del Sunderland y pionero del fútbol en el Mediterráneo, pero pasó a ser parte del exclusivo club sólo 3 años después de su fundación. Sin embargo, Spensley es considerado el "padre" del Genoa porque fue determinante en la valorización del fútbol dentro de la entidad. Otro personaje clave en los primeros tiempos fue Sir William Garbutt, entrenador en más de una ocasión y por muchos años del equipo "rossoblu". Este "exportador" de fútbol entrenó también el Athletic Club. A él se debe que en Italia se le llame al entrenador "míster", porque así le llamaban los jugadores del Genoa por respeto. La fuerte influencia inglesa no se limitaba al club, donde los jugadores genoveses fueron admitidos solamente en 1897 (gracias al empeño de Spensley), sino que se podía notar también en las gradas donde los hinchas solían utilizar muchas palabras en inglés, aunque probablemente mal pronunciadas: el árbitro era el "referee", el defensa el "back", etc. El primer partido amistoso se llevó a cabo en casa, contra un equipo mixto de Internazionale Torino y FBC Torinese ; Genoa perdió 1-0. No mucho después, Genoa registró su primera victoria como visitante contra UPS Alessandria ganando 2-0. Se llevaron a cabo amistosos contra varios marineros británicos como los del HMS Revenge, entre otros.
El Genoa es el club de fútbol italiano poseedor del más antiguo documento de fundación, por lo que se le considera el decano del calcio. Este documento, desaparecido por décadas, fue finalmente encontrado por el hijo del famosísimo periodista (y tifoso del Genoa) Gianni Brera entre los papeles del padre y entonces devuelto al club. Ahora es parte del Museo de la historia del Genoa en Génova.
Gianni Brera, probablemente el más importante periodista deportivo italiano del siglo XX, amaba inventarse palabras, expresiones y sobre todo apodos. El Genoa recibió el de "Vecchio Balordo", traducido "Viejo Granuja", describiéndose así en dos palabras las principales características de este club: el ser muy antiguo y el hacer sufrir como pocos a sus hinchas.
El símbolo del Genoa es el grifo, animal mitológico con cuerpo de águila y patas de león que es también el símbolo de la ciudad de Génova. Su significado en la Edad Media era la representación de la soberbia porque siendo águila y león, este animal pretende dominar tanto el cielo como la tierra. La ciudad de Génova, verdadera potencia del Mediterráneo y Repubblica Marinara independiente durante muchos siglos, era llamada la "Superba".

### La "Era Dorada"

#### PrimerosScudettos

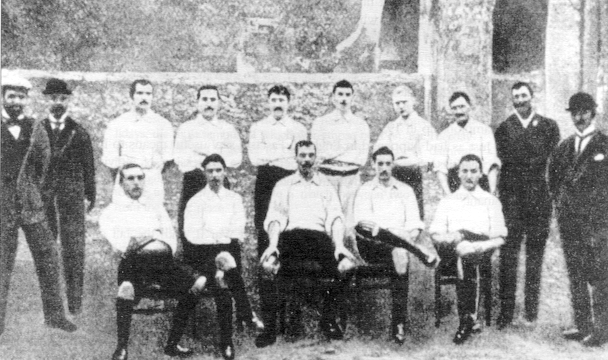
Equipo del Genoa Cricket and Athletic Club en 1898, primer campeón del fútbol italiano.

Ha ganado en nueve ocasiones el título de campeón de Italia, siendo el primer campeón del certamen en 1898. Es el cuarto equipo italiano en número de títulos detrás de Juventus, Milán e Internazionale. No obstante, la ocasión más reciente que el Genoa fue campeón ocurrió en 1924, por lo que el club completa, a 2025, 101 años sin ser campeón del 'Calcio'. Ha ganado también una Coppa Italia en 1937.
El 8 de mayo de 1898 el equipo juega y gana en el mismo día, vistiendo una camiseta completamente blanca, su primer scudetto en el Velódromo Umberto I de Turín. en primera instancia derrotó 2-1 al Ginnastica Torino, siendo este el primer partido oficial del Genoa en su historia. Luego en la final venció 2-1 al Internazionale Torino. En la ciudad piamontesa y antigua capital de Italia el fútbol había echado raíces muy rápidamente y en esa época existían ya varios clubes que incluían entre sus actividades el nuevo deporte traído de Inglaterra. Después de ganar un torneo con cuatro participantes y disputado en un solo día el Genoa se proclamaba campeón de un torneo que sólo años después la FIGC (Federazione Italiana Giuoco Calcio) reconocerá como el primer "scudetto" italiano.
El Genoa en la siguiente temporada, en 1899, vuelve a participar del torneo con algunos cambios. Cambió su nombre de Genoa Cricket y el Athletic Club a Genoa Cricket y Football Club. Además cambió su camiseta esta vez lucía de color blanca con rayas azules. En ese año volvió a salir campeón (consiguiendo su segundo scudetto) en un torneo que tuvo cita el día 16 de abril, tras vencer en la final al Internazionale Torino por 3-1. Para la temporada de 1900 ganó su tercer scudetto. venció en semifinales al Sampierdarenese 7-0 y en la final derrotó 3-1 al FBC Torinese.
Para el campeonato del año 1901 el Genoa vuelve a cambiar el modelo de su camiseta. El 25 de enero debido a una propuesta de un socio (Rossi), el cual con 5 votos a favor y 4 en contra, la entidad adopta los definitivos colores rojo y azul, en honor a la bandera del Reino Unido, la famosa Union Jack. En aquel torneo el día 5 de mayo pierde la final del campeonato por 3-0 contra el recién club fundado AC Milan. En el campeonato de 1902 volvió a ser campeón del torneo tras vencer 2-0 en la final al AC Milan, tomándose revancha de la temporada pasada. Para el torneo de 1903, el Genoa volvió a salir campeón, esta vez, derrotando en la final a la Juventus por 3-0. Ese mismo año (1903) se convirtió en el primer equipo de fútbol italiano en jugar un partido internacional, cuando visitó Francia el 27 de abril de 1903 para jugar contra el FVC Niza, ganando categóricamente 3-0. Para 1904 Genoa, ganó el scudetto por sexta vez venciendo otra vez en la final a Juventus por 1-0. Este fue el último título del club en un largo tiempo.

#### Años de sequía
Desde 1905 en adelante, Genoa perdió su posición en el campeonato italiano, debido a que otros clubes como la Juventus, AC Milan y Pro Vercelli se intensificaron.
Su nivel futbolístico decayó en parte durante el año 1908, cuando la FIGC acordó la prohibición del uso de jugadores extranjeros. Esto enojó al Genoa, que siempre había tenido un fuerte contingente Inglés. El club al no estar de acuerdo con la decisión, al igual que varios otros clubes importantes como Milán, Juventus y Florencia; se retiró de las competiciones oficiales de la FIGC ese año. Para el año siguiente la FIGC revocó la decisión y el Genoa fue reconstruida con jugadores como Luigi Ferraris y algunos provenientes de Suiza.

#### El renacimiento de la mano de William Garbutt
Con la introducción de la selección de fútbol de Italia, el Genoa comenzó a desempeñar un papel importante, ya que sus jugadores eran frecuentemente convocados al seleccionado, tales como Renzo De Vecchi (llegó a ser capitán de la selección por mucho tiempo), Edoardo Mariani y Enrico Sardi, entre otros.
En el año 1912 el Genoa contrata al primer entrenador profesional de fútbol de Italia, con la intención de revivir el club. Ese hombre fue William Garbutt que venía proveniente de Inglaterra. Se caracterizaba por su fuerte carisma y por fumar constantemente tabaco en pipa. Fue apodado "Señor" por los jugadores; desde entonces, los italianos se han referido a los entrenadores con ese término.

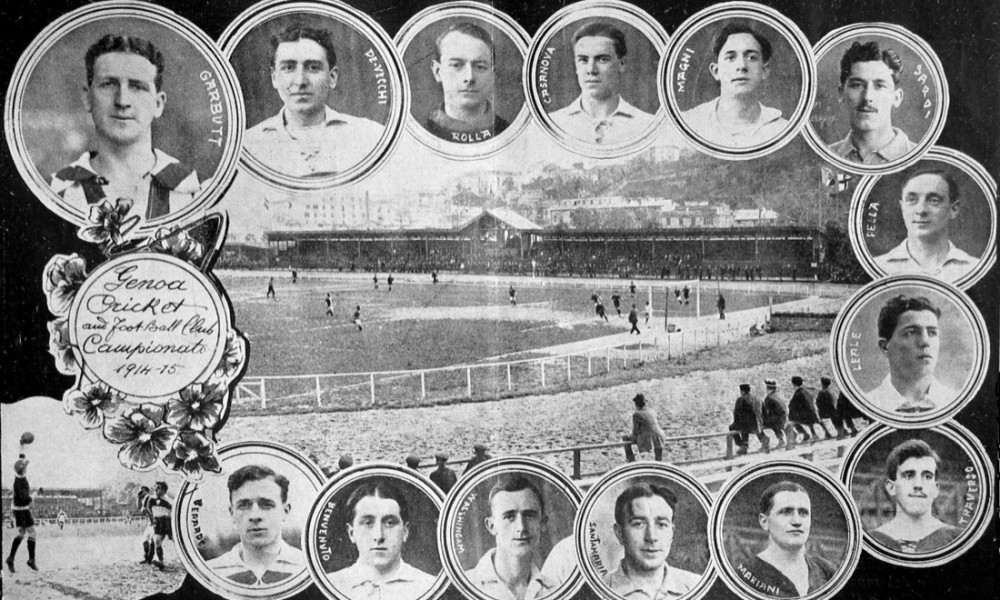
Equipo del Genoa que logró la liga 1914/15.

El séptimo Scudetto llegó después de un "ayuno" de 11 años, en el campeonato de 1914/15 de la mano de Garbutt. Este fue un título complicado debido a que el Genoa había ganado la Zona Norte del torneo, esperando jugar la Final Nacional contra el vencedor de la Zona Centro-Sur, pero a causa del estallido de la Primera Guerra Mundial el campeonato fue suspendido. Luego en 1919 la Federación Italiana de Fútbol le reconoció el título al Genoa.
Los años de guerra fueron muy difíciles para el Genoa. En ella murieron grandes celebridades futbolísticas del club de aquella época como Luigi Ferraris, Adolfo Gnecco, Carlo Marassi, Alberto Sussone y Claudio Casanova, todos durante el servicio militar en Italia; mientras que el fundador del fútbol James Richardson Spensley murió en Alemania.
Pasados los terribles años de guerra, la liga italiana retornó en la temporada 1919/20, donde el club llegó a la fase final de la Zona Norte, cayendo ante la Juventus y el Inter de Milán, perdiendo la oportunidad de jugar la Final Nacional. En la temporada siguiente 1920/21 llegó a la semifinal de la Zona Norte. En la 1921/22 el Genoa participó juntos a otros clubes de la liga organizada por la CCI (Confederazione Calcistica Italiana), donde logró llegar a la final de la Zona Norte perdiendo ante el Pro Vercelli.

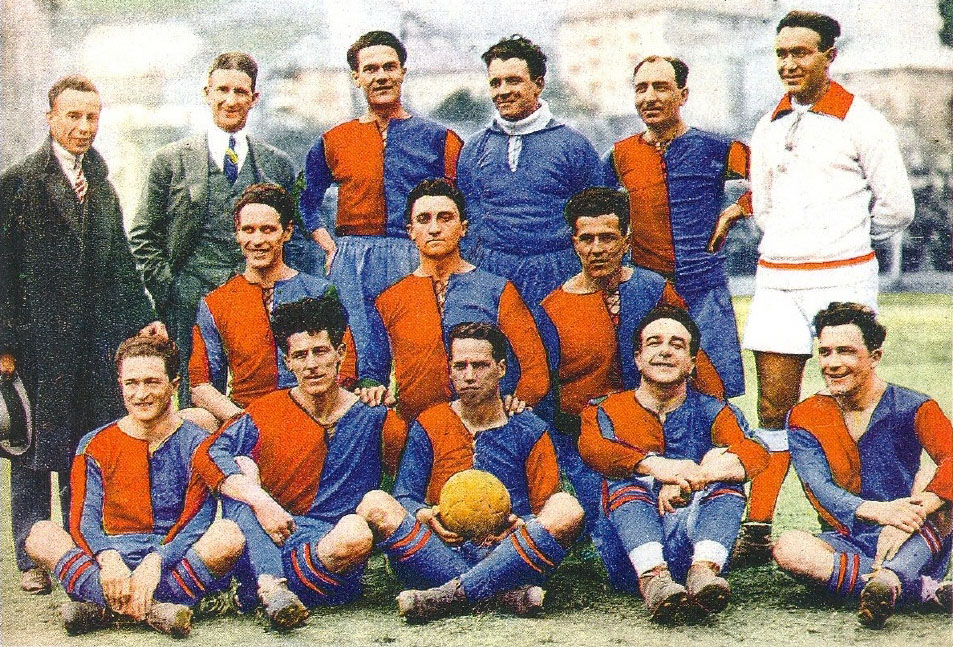
Equipo del Genoa que logró el último título de liga (1923/24).

Para la temporada 1922/23 Garbutt llevó al Genoa a la gloria logrando el octavo Scudetto. En aquella liga ganó categóricamente la clasificación de la Zona Norte tras haber jugado 22 partidos, ganó 17 y empató 5. En la Ronda final ganó la clasificación ante el Pro Vercelli y el Padova ganado 3 partidos y empatando tan solo uno, lo cual le permitió jugar la Final Nacional. En la final goleó 6-1 a la Lazio, consiguiendo así ser el primer equipo italiano en conseguir un Campeonato italiano de forma invicta. El club en la temporada 1923/24 consiguió su noveno título al vencer en la Final Nacional al Savoia 4-2 en el resultado global (el partido de ida el Genoa lo ganó 3-1 de local y luego empataron 1-1 en estadio del Savoia). Este sería hasta el momento el último título del club hasta la actualidad.
A la temporada 1924/25 el Genoa se presenta como gran favorito y por la primera vez puede lucir el scudetto (o sea el escudo con los tres colores de la bandera italiana) en las camisetas por ser el campeón vigente. Esta temporada resultará ser maldita para los genoveses y acabará con la más larga serie de desempates de la liga italiana. Se necesitaron hasta 5 partidos entre Genoa y Bologna para proclamar el campeón. Después de la victoria del Genoa en Bolonia y del FC Bologna en Génova, se disputó otro desempate en Milán que resultó ser el partido más polémico de la historia del calcio. El Genoa iba ganando cuando una gran conclusión de Muzzioli fue parada por el mítico portero del Genoa, Massimo De Prá. El árbitro indicó la falta de esquina pero en ese momento entró en la cancha una multitud de hinchas del Bologna (muchos con camisas negras) que convenció de manera por lo menos intimidatoria el árbitro a declarar gol la jugada. Este declaró después del partido que iba a denunciar el hecho y a proclamar ganador el Genoa, cosa que no pasó por las fuertes presiones del régimen fascista a través del jerarca, y alcalde de Bolonia, Leandro Arpinati. Después de otro desempate en Turín acabado también en empate y famoso por los golpes de pistola en la estación del tren entre las dos hinchadas (en la cual dos hinchas del Genoa resultaron heridos) la cosa debía quedar en suspenso hasta septiembre. Pero con gran sorpresa el Genoa fue llamado a jugar el 9 de agosto a las siete de la mañana en una cancha en un suburbio de Milán con sólo pocos días de pre-aviso, mientras que el FC Bologna, avisado por Arpinati, no había dejado nunca la preparación. El Bologna se impuso por 2 a 0 con facilidad y después de ganar con igual facilidad a la campeona de la liga del sur de Italia, la S.S. Alba Roma (en esos tiempos la diferencia de nivel entre norte y sur, a nivel de fútbol, era brutal) se proclamó campeón de Italia. Estos sucesos constituyen probablemente el mayor escándalo en la historia del fútbol italiano y provocaron la dimisión en bloque de la dirigencia de la F.I.G.C.. Empezaba una época en la que el calcio ya no era sólo un deporte, Mussolini había entendido muy bien las posibilidades del nuevo deporte del pueblo.
En la temporada 1925/26 el club quedó lejos de la clasificación para las rondas finales de la Zona Norte, por lo cual se notó el impacto que el equipo recibió de la liga pasada, lo cual no fue gran protagonista del torno. La liga 1926/27 ya no contaba con la división entre el norte y sur de Italia, fue todos mezclados. Se organizaron dos fases de grupos donde los primeros 3 clasificados de cada uno pasaban a la Ronda final que tuvo un sistema de competición de todos contra todos. El Genoa llegó a la Ronda final, de los 6 equipos que estaban en carrera hacia el título, quedó 4.º, lejos de la aspiración del campeonato. Este fue, además, el último torneo que dirigió William Garbutt al Genoa, donde después de 15 años se marcharía del club en el cual consiguió 3 Scudettos (1914/15, 1922/23 y 1923/24), quedando en la historia grande del club.

### Era de cambios
En la temporada 1927/28, ya con Renzo De Vecchi como entrenador, el Genoa terminó segundo en el campeonato local. Para ese año debido a fuertes presiones por parte del gobierno fascista el club tuvo que cambiar de nombre a Genova 1893 Circolo del Calcio. Para el campeonato de 1928/29 terminó 4.º en su grupo por lo que no accedió a la final. Además tuvo que participar de la Copa Mitropa del 1929, donde quedó eliminado en el primer partido al ser goleado 5-1 en el encuentro de ida contra el Rapid Viena. Ya para el 1929/1930, que fue la primera edición bajo en nombre de serie A, el Genoa consiguió su último subcampeonato hasta la fecha. Para la temporada 1930/31 ficha al futbolista argentino Guillermo Stábile, máximo goleador de la Copa Mundial de Fútbol de 1930, que permaneció en el club hasta 1935. Luego en las temporadas siguientes el club estuvo en varias posiciones hasta llegar a su primera caída futbolística.

### Primer descenso y último título

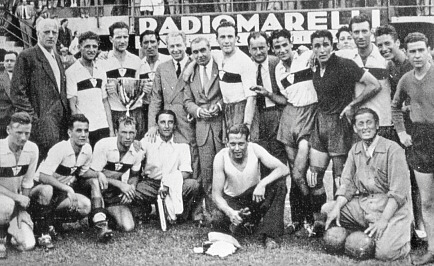
Equipo del Genoa C.F.C campeón de la Copa Italia.

En la temporada 1933/34 el Genoa sufrió su primer descenso a la Serie B, donde en 1934/35 bajo la dirección de Vittorio Faroppa el club pudo ascender rápidamente a la Serie A. Luego de una temporada (35/36) floja, en 1936 el ambicioso Juan Culiolo asumió el cargo de presidente del club. Para el torneo de 1936/37 en Genoa consiguió salir en sexto lugar. También logró su último título oficial, la Copa Italia 1936-37, donde en la final venció a la AS Roma 1-0 con gol de Mario Torti. A partir de la siguiente temporada hasta el torneo de 1942/43, el club tuvo participaciones regulares en los torneos nacionales. Entre el 1943 al 1945 el campeonato nacional fue suspendido debido a la Segunda Guerra Mundial.

### Decaída futbolística, 1945-1990
Después de la Segunda Guerra Mundial el club no pudo recuperarse, la entidad ya no es la misma, el Genoa ya no es uno de los grandes. Queda muy poco del club que en ese entonces era el más popular de Italia. En 1945 el club volvió a llamarse por su anterior nombre, Genoa Cricket & Football Club. Además para el 1946 el Genoa comenzó a tener un nuevo rival, la Sampdoria, clásico de la ciudad.

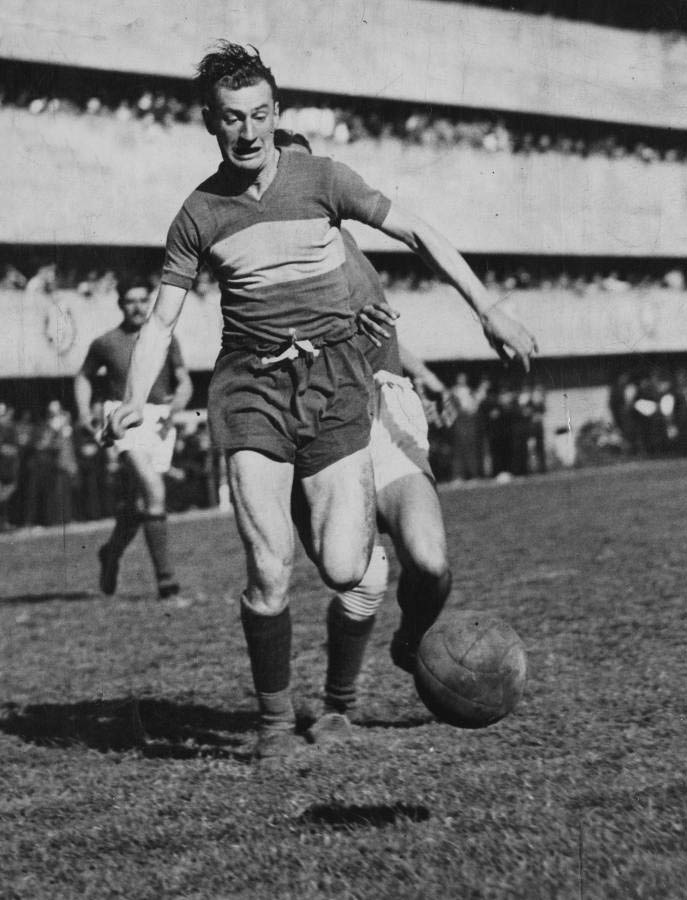
Mario Boyé, jugó 18 partidos convirtiendo 12 goles, entre 1949 y 1950.

La historia del equipo a partir de 1945 no es para nada gratificante. Muchos campeonatos sin gloria. Para la temporada 1949/50 el club contrata a Mario Boyé que venía de ser figura en Boca Juniors, pero igual el club seguía sin levantar cabeza. En el campeonato de 1950/51 salió último en el torneo y descendió a la Serie B por segunda vez en su historia. Logró volver a primera para la temporada 1953/54. Luego volvió a descender en el 1959/60 para volver a ascender en el campeonato de 1962/63, donde logró zafar de los puestos de descenso por tan solo un punto. Para la temporada 1964/65 no tuvo la misma suerte, el club descendió por un punto. Ya en la Serie B al club le costó encontrar los puestos de ascensos, por lo que en la temporada 1969/70, el Genoa tocó fondo y descendió a la Serie C por primera vez en su historia. Para el año siguiente pudo recuperarse y volver a la Serie B y para el año 1973 volvería a la Serie A. En los años siguientes el club entró en una rueda de descensos y ascensos, sin gloria alguna.

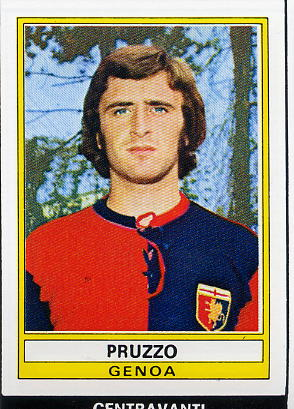
Roberto Pruzzo, jugó entre 1973 y 1978, ídolo del club.

En los peores años del Genoa se pueden nombrar tres grandísimos jugadores que, junto a los de la era de los scudetti, han quedado en la memoria colectiva del "popolo rossoblu" (el pueblo rojoazul, por definición del entrenador Franco Scoglio): Julio César Abbadie, extremo/delantero uruguayo que vistió la camiseta rossoblu de 1956 a 1960, Gigi Meroni, extravagante y genial jugador de banda que la vistió de 1962 y 1964 y cuya cesión al Torino Football Club provocó fortísimas protestas de la hinchada, enamorada de este artista de la pelota y por último el gran delantero Roberto Pruzzo. Este jugador, que militó en la cantera del Genoa entre 1971 y 1973 y en el primer equipo entre 1973 y 1978, además provenía de un pequeño pueblo de interior de la provincia de Génova, Crocefieschi. Siendo Pelé "O Rei" el mejor jugador de la historia por ese entonces (y ahora también, según muchos apasionados del fútbol), la hinchada apodó Pruzzo "O Rei de Croxefieschi". Inolvidables sus cabezazos, entre los cuales destaca uno importantísimo en un derbi que, dice la leyenda, mandó a la Serie B a la Sampdoria, siendo el primer descenso en la historia de su clásico rival.
En el 1981 volvió a la Serie A, donde volvió a descender en el campeonato de 1983/84. En Serie B permaneció hasta el 1989 donde fue campeón por sexta y última vez de la segunda división y logró un nuevo ascenso a la máxima categoría de Italia. En la temporada 1989/90 fue un torneo poco gratificante para el club, pero un punto de partida para empezar a renacer.

### Nueva era, 1990-1995

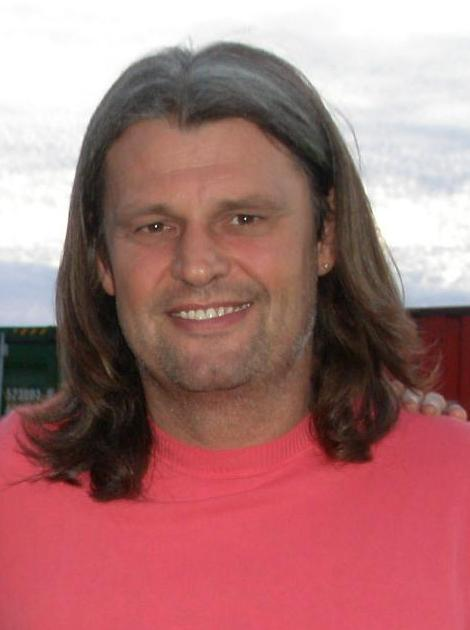
Tomáš Skuhravý, Delantero del Genoa entre 1990 y 1995.

Para la temporada 1990/91 el Genoa se presenta con muchas dudas; su fichaje estrella ha sido el gigante checo Tomáš Skuhravý que venía de ser el segundo mayor goleador de la Copa Mundial de Fútbol de 1990. Después de un principio difícil, con la eliminación en la Copa Italia por mano de la A.S. Roma en los octavos de final por 3-1, la gradinata nord (grada norte), guiada por el histórico grupo ultras "Fossa dei Grifoni", explota en una fuerte protesta. El entrenador Osvaldo Bagnoli, entrenador de la vieja escuela y capaz de ganar el scudetto con el Hellas Verona en 1986, sale a defender los jugadores, criticados e insultados, y se enfrenta abiertamente a la hinchada, diciendo que ese tipo de protesta es una vergüenza y que si el Genoa llevaba 13 años sin ganar el derbi, que se iba a disputar de allí a dos semanas, era por algún motivo. Remata declarando que la hinchada tampoco merece que se gane el sentidísimo derbi con la Sampdoria, que desde los '80 es una de las mejores realidades del calcio, por haber ganado varias Coppa Italia y haber llegado a la final de la Recopa de Europa (perdida en Berna contra el F.C. Barcelona). La hinchada se queda sin palabras, nadie se había atrevido, en la larga historia del Genoa, a enfrentarse de tal manera a la afición. Todo queda en suspenso hasta el derbi. El 25 de noviembre de 1990 el Genoa gana, en un partido que se quedará para siempre en la memoria de todos los hinchas rossoblu, a la entonces todopoderosa Sampdoria, que esa temporada se proclamará campeona de Italia, con goles del genovés y genoano Stefano Eranio y sobre todo con un increíble disparo del brasileño Claudio Branco. De nada valió el momentáneo empate de penalti de Gianluca Vialli. Esa Navidad muchos hinchas de la Sampdoria recibirán como felicitación una foto de ese impresionante chute por el cual la Gradinata Nord se vino literalmente abajo. Desde ese partido el Genoa empezó a volar gracias a los goles de Carlos Alberto Aguilera e Tomáš Skuhravý y a los lanzamientos de Branco y acabó la temporada con una histórica cuarta plaza con 40 puntos, ganando en el último partido a la Juventus que por primera vez en muchísimos años se quedará fuera de las competiciones europeas. Aquella temporada fue la mejor del club desde la obtención de la Copa Italia, ya que clasificó por primera vez en su historia a una competencia europea oficial, la Copa de la UEFA del 1991/92.
En los siguientes torneos de la liga italiana, el Genoa no fue protagonistas de ellos, pero uno de los eventos más importantes de la posterior historia del Genoa poco tiene que ver con el fútbol. El 29 de enero de 1995, minutos antes del comienzo del partido entre Genoa y AC Milan, un joven hincha genovés muere en una pelea con hinchas del Milan tras ser apuñalado. Las relaciones entre las dos hinchadas eran muy tensas desde que al principio de los '80 habían roto el hermanamiento que había surgido en los '70, sin desde el principio del movimiento ultras. Desde entonces todos los partidos entre los dos equipo habían sido una batalla en las gradas. Se puede hablar también de una cierta antipatía generalizada entre genoveses y milaneses (los enfrentamientos entre hinchas de la Sampdoria y los del Milán en Ponte Curone han sido entre los más clamorosos de la historia de los ultras), también fuera del calcio. Todo esto pero no justifica un asesinato en plena regla ejecutado por un chaval al que gente sin escrúpulos metió en las manos una navaja para punir los traidores genoani. Muchos han querido ver la política detrás de este hecho, porqué el grupo ultras al que pertenecía Barbaglia, el asesino, era de derecha mientras que Spagna era un joven skinhead del movimiento SHARP (Skinheads Against Racial Prejudice, o sea skinheads contra el racismo) activo en el ambiente de los centros sociales. Muchos dicen que fue una trágica fatalidad. El hecho es que Spagna, desarmado, se enfrentó a Barbaglia, armado de navaja, y murió en el cemento por una locura sin sentido.
Estos hechos provocaron una fuerte polémica en la opinión pública, pero también dentro del mundo ultras, tanto que muchos "capi" de hinchadas de toda Italia se reunieron en Génova (hecho único) para escribir una declaración en la que condenaban muchas cosas como el "tres contra uno" y sobre todo "le lame", las navajas. En el espíritu ultras originario la pelea era tradicional, puñetazos y patadas, "calci e pugni", pero ya en los '70 y sobre todo en los '80 las armas habían entrado en las gradas y las muertes habían sido numerosas. La muerte de Spagna acaeció en un momento en el que hacía mucho tiempo que no morían hinchas, ya que la tragedia de Heysel en 1985, en la que murieron 36 hinchas de la Juventus, había calado hondo en todos, ultras y no ultras. Los ultras llegaron así a una declaración en la que no condenaban la violencia y las peleas "honradas" pero condenaban con contundencia las navajas bajo el lema "BASTA LAME BASTA INFAMI".
Ese mismo año, el campeonato de 1994/95, el Genoa nuevamente descendió a la Serie B, después de un agónico desempate en el Estadio Artemio Franchi de Florencia contra el Padova.

### Malos años, Descenso a la Serie C y Resurgimiento
Desde el 1995 el club participó de la Serie B por casi 8 años. Y llegamos a la presidencia de Dalla Costa en el 2001, con diferencia la peor en la larga historia del Vecchio Balordo. Este personaje salido de la nada, dueño de una cadena de perfumerías, casi llevó la entidad a la desaparición. Lo que si consiguió fue llevar al equipo a tercera división, la temida Serie C, tras descender en la temporada 2002/03 de la Serie B. Afortunadamente pocos meses después de la ida de Dalla Costa, Enrico Preziosi, dueño de la empresa de juguetes "Giochi Preziosi", se hizo con la mayoría de las acciones y se había convertido en el presidente de la entidad. No se pudo evitar la Serie C en la cancha, pero si en los tribunales. Ese verano un proceso abierto por una denuncia del Calcio Catania anula de un borrón todas los descensos y la Serie B se ve ampliada hasta los 22 equipos. Sobra decir que es un episodio más de la muchas veces bochornosas historias de la Federación Italiana de Fútbol, desde décadas lugar de juegos de poder y no de buen gobierno del fútbol.

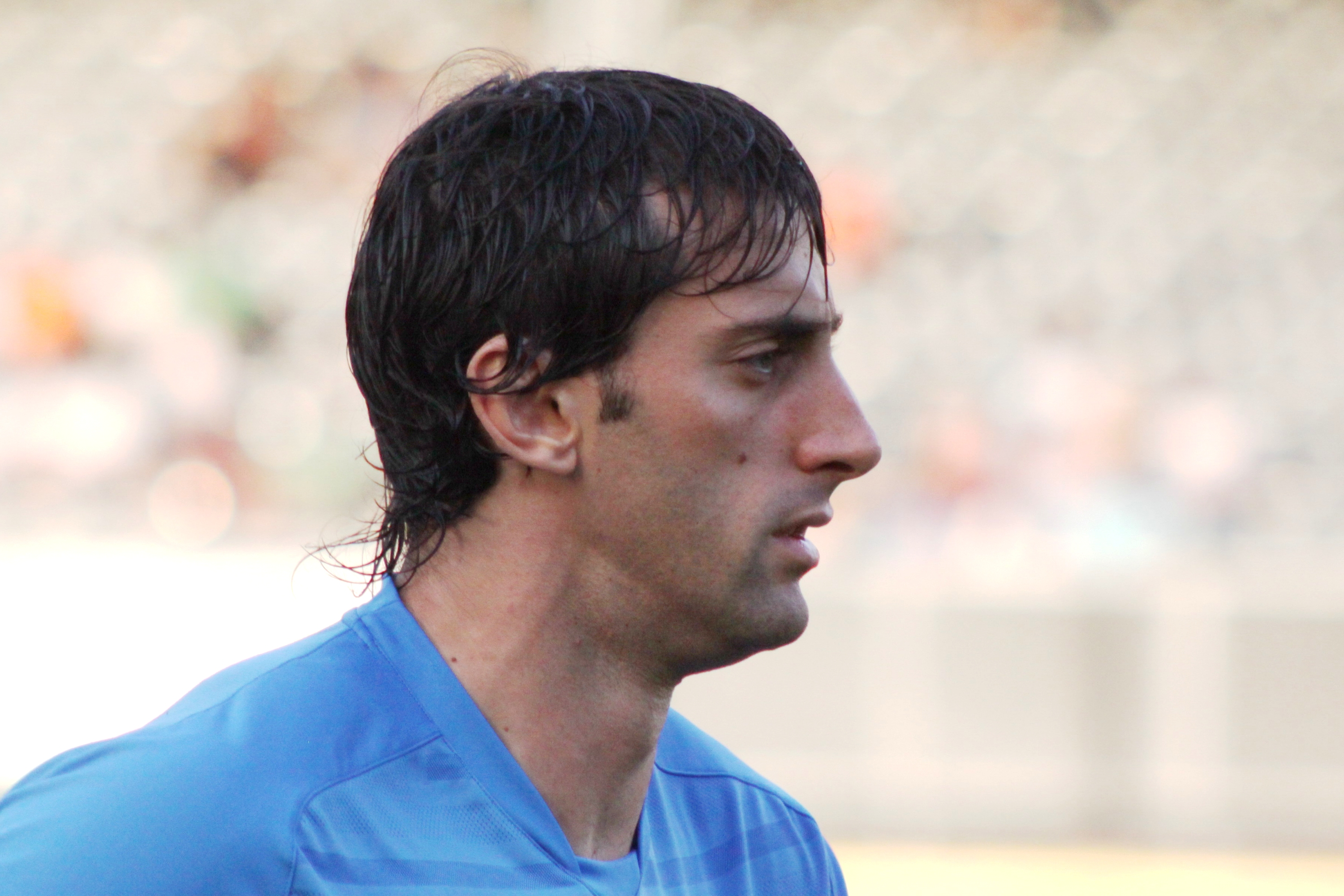
Diego Milito, jugó en el Genoa entre 2004-2005 y 2008-2009.

Dos años después en la temporada 2004/05 de la Serie B, el Genoa disputa una liga buenísima, sobre todo gracias a una de las numerosas apuestas ganadoras del presidente Preziosi: Diego Milito, proveniente del Racing Club de Argentina. Con sus goles el Genoa vuela y a falta de pocas jornadas es primero. Pero como muchas veces ocurre, el equipo se va apagando y se ve obligado a ganar el último partido contra el ya descendido S.S.C. Venezia si quiere subir directamente a Primera sin pasar por los desempates veraniegos tradicionalmente fatales para il Grifone. El Genoa gana por 3-2 con un gol de Milito a falta de pocos minutos y sube a la Serie A. Se acaba así la más larga estancia del Genoa en Segunda División, de 1995 a 2005. Pocos días después de finalizar la vuelta a la Serie A, empiezan a circular demandas financieras e interceptaciones telefónicas muy comprometedoras que meten a la entidad en un juicio que durará buena parte de verano y acabará relegando el Genoa nuevamente a la Serie B y, por si fuera poco, le hacen una quita considerable de puntos que relega al Genoa a la Serie C por segunda vez en su historia.
El golpe es durísimo, pero la hinchada, buena parte de la cual cree al presidente Preziosi que siempre se ha declarado inocente y víctima de un complot, se vuelca con el equipo. Serán 15000 los abonados de ese año y en los partidos a domicilios, a veces en verdaderos pueblos, habrán millares de hinchas genoveses (por ejemplo 4000 en San Marino). Pero en la temporada 2005/06, el Genoa consigue, no sin sufrir hasta el último momento, ganar el desempate contra el Monza y subir rápidamente a la Serie B. Y de allí, gracias a otra excelente temporada en la Serie B de 2006/07, el ascenso a la Serie A, dónde ha participado ininterrumpidamente hasta la actualidad, después de 11 años lejos de la máxima división. El Genoa consigue el ascenso a la Serie A ocupando el tercer puesto con 10 puntos de ventaja sobre el cuarto (esta diferencia le permitió ascender directamente sin pasar por los play-off).

### La vuelta a la Serie A

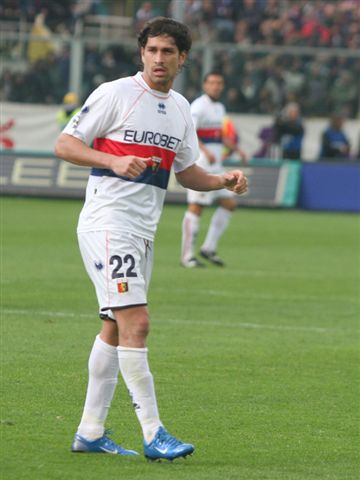
Marco Borriello, con 19 tantos fue el goleador del equipo en 2007/08.

El regreso a primera en la temporada 2007/2008 acaba con un buen décimo lugar, sobre todo gracias al buen juego expresado por el equipo. El entrenador, Gian Piero Gasperini, pertenece a una nueva escuela de entrenadores que poco tienen que ver con algunas actitudes típicas del calcio y de los estereotipos que le rodean (el famoso "catenaccio" por ejemplo). La contratación de Cesare Prandelli a la guía de la selección italiana, después de haber dirigido a la selección de fútbol de Italia en la Copa Mundial de Fútbol de 2010, es muy buena noticia en ese sentido.
En esta temporada serán muy importantes los goles de Marco Borriello, un verdadero delantero centro hábil en el aprovechar al máximo el juego del míster Gasperini, que prevé una delantera compuesta por un "bomber" capaz de bajar la pelota y hacer subir al equipo y dos delanteros laterales muy abiertos que tienen que aprovechar los pases del delantero centro y también centrar desde la banda para que el mismo remate a portería. Borriello interpreta a la perfección este papel marcando 19 goles, pero la temporada siguiente el mismo será interpretado por un jugador, viejo conocido de la hinchada, de primera calidad: otra vez, Diego Milito. Después de unas muy buenas temporadas en el Real Zaragoza, el argentino ha alcanzado la "maturità" y se presenta para enfrentarse a esa Serie A que le quitaron los tribunales en julio de 2005.

### Temporada 2008/2009
En la temporada 2008/2009 el Genoa plagado de buenos jugadores hace una gran campaña de liga. Milito, su máxima estrella, marca 24 goles, entre los cuales un histórico triplete a la Sampdoria (único jugador en conseguirlo en la historia de los derbi), goles que llevarán el Genoa a la quinta plaza, empatado en puntos con el cuarto, la Fiorentina. Por diferencia de gol, la Fiorentina clasificó a la UEFA Champions League, privando así al Genoa de que clasifique a la máxima competición europea por primera vez en su historia. Le faltó un solo punto. Sin embargo, clasificó a la UEFA Europa League, dónde es eliminada en la Fase de grupos al finalizar en 3.er lugar en el Grupo B.
Como muchas veces pasa en el Genoa y en muchos equipos medio-pequeños alrededor del mundo, los fuera de serie han de ser cedidos al final de una buena temporada. Marco Borriello en el verano de 2008 pasa al Milán y Milito en el verano de 2009 pasa al Internazionale.

### Temporada 2009/2010
La temporada 2009/2010 ve a un equipo debilitado por las importantes cesiones, sobre todo Milito y Thiago Motta, y no a la altura de una competición europea. La eliminación temprana en Europa League, sumado a los malos resultados obtenidos en liga al inicio de la temporada, aceleraron la salida de Gasperini como DT, y en su lugar fue contratado Davide Ballardini, quien logra remontar en cierta forma la magra campaña que venía haciendo el equipo y finaliza la temporada en el noveno puesto. Dicha temporada, sin embargo, tuvo algunos puntos altos como por ejemplo la histórica remontada frente a AS Roma en el Luigi Ferraris, con un Genoa que estaba siendo derrotado por 3 a 0 pero termina ganando el partido 4 a 3. Y el momento más importante de dicha temporada fue el triunfo en el derbi frente a Sampdoria, en el último minuto y con un jugador menos, luego de un gran gol del argentino Mauro Boselli, que dejaba en las puertas del descenso a su eterno rival, que finalmente terminó cayendo a la Serie B al final del campeonato.

### Temporada 2010/2011

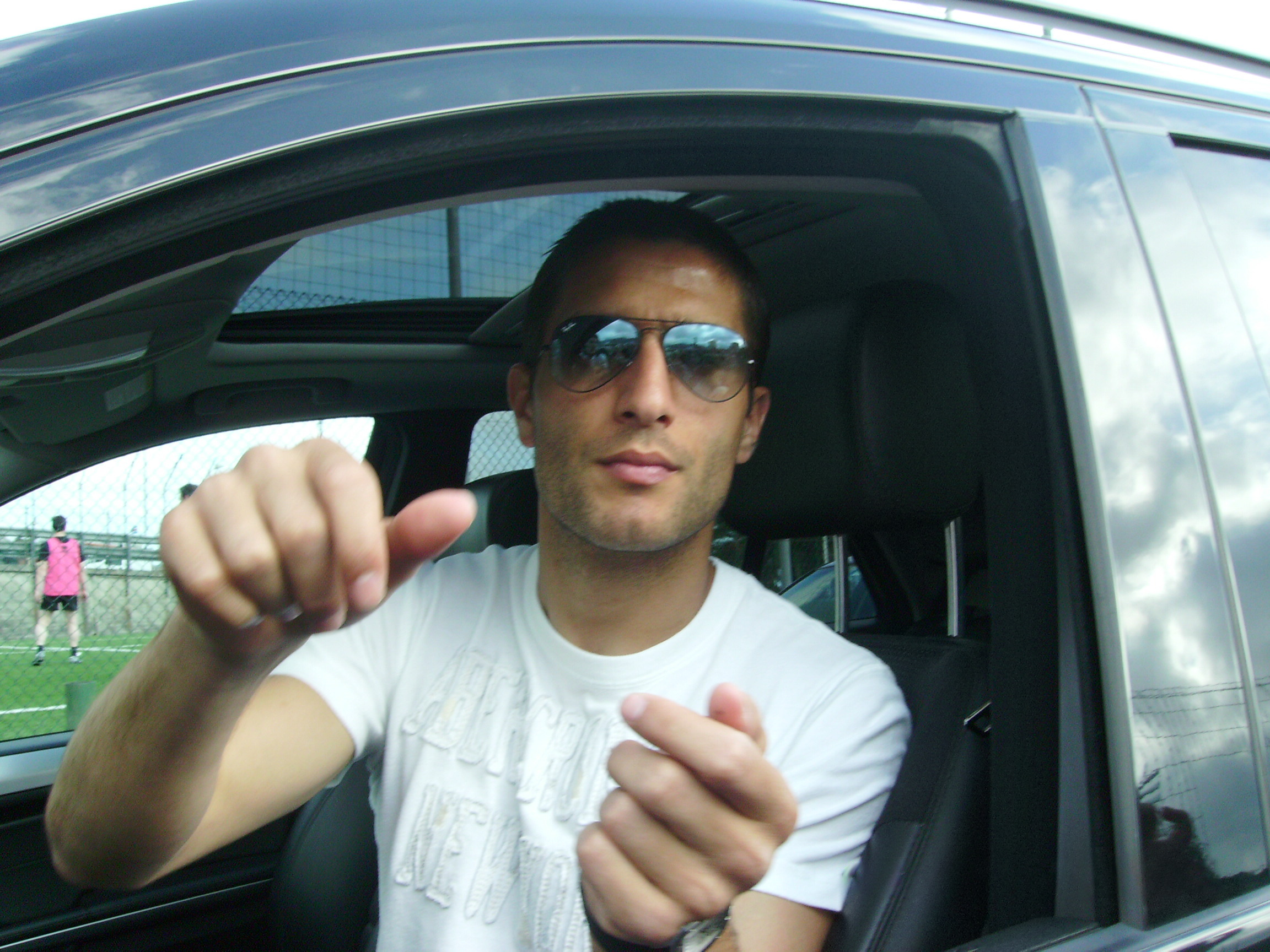
Giuseppe Sculli, jugó en el Genoa entre 2006-2011 y en intervalos cortos en 2012 y 2014.

Para encarar la temporada 2010/2011, el presidente Preziosi exonera del cargo de entrenador al entrenador Gian Piero Gasperini, que había liderado el equipo desde la temporada 2007-08, para traer a Ballardini. El recién llegado, a pesar de no conseguir éxitos memorables, mantuvo al equipo de manera constante a flote en la liga, logrando ganar dos derbis consecutivos contra la Sampdoria en diciembre y mayo. Luego de una temporada floja, sería despedido para contratar como entrenador a Alberto Malesani. Desde la presidencia se mantuvo la política de traspasos y se encara la temporada sin jugadores fundamentales como por ejemplo Domenico Criscito, marcador de punta nacido en la cantera del club y jugador clave en la Selección Italiana. Con medianas expectativas comienza el campeonato y el Genoa sorprende con un gran inicio, mostrando un fútbol efectivo, pero poco a poco se va diluyendo la ilusión generada en la tifosería y todo termina para Malesani cuando el Grifone cae en San Siro 6 a 1 contra el Napoli, en el último partido del año, antes del receso. El lugar en el banco pasa a ser de Pasquale Marino, y Preziosi mueve el mercado de pases a su favor, contratando a Alberto Gilardino, Davide Biondini, Fernando Belluschi y repatria a Giuseppe Sculli.

### Temporada 2011/2012
La temporada 2011/2012 arranca con sendas victorias frente a rivales fuertes como SSC Napoli, Udinese y SS Lazio, pero luego de la victoria contra el equipo capitalino, comienza una caída libre inesperada que lo deja en las puertas del descenso. Dando un golpe de timón impensado, Preziosi exonera a Marino y vuelve a contratar a Malesani, pero el equipo no logra revertir la situación en la tabla y cada vez más se complica con el descenso. Se llega al partido contra AC Siena, rival directo en la lucha por el descenso, y el Genoa, a poco de empezar el segundo tiempo ya caía por 4 goles a 0 en su propia casa. En ese momento explotó la tifosería y se dio un episodio inédito: los hinchas, apasionados y orgullosos de la historia de un equipo que es el Decano del Calcio, lanzaron bombas de estruendo al campo para obligar la suspensión del partido, cosa que se logra momentáneamente. El paso siguiente de los tifosi fue hablar con el Capitán Marco Rossi para exigirles la entrega de las casacas, ya que el equipo no era digno de llevar los colores rossoblú. Para impedir una sanción mayor, los jugadores, uno por uno, van entregando sus casacas al Capitán, pero algunos se negaron, como en el caso de Sculli, querido y respetado por la tifosería organizada del Genoa, quien se puso a hablar con los ultras y se llegó a un acuerdo para que el partido siga. Finalmente terminó 4 a 1 y el Grifone quedaba cada vez más comprometido con el descenso, y a esa altura ya era una pelea mano a mano con el U.S. Lecce. Finalmente el club es penalizado con dos fechas sin público en los partidos de local, y la derrota contra el AC Siena genera que nuevamente Malesani deje el cargo y en su lugar ingrese Luigi De Canio para encarar las últimas fechas. Se logran las dos victorias de local que quedaban y el U.S. Lecce no logra buenos resultados. De esa manera, como en los viejos tiempos, el Genoa logra la salvación en la última fecha.

### Temporada 2012/2013
De cara a la temporada 2012/2013 se contrata a Pietro Lo Monaco como Administrador Delegado, con la misión de armar un equipo competitivo y no sufrir como en la anterior temporada. Pero antes, Preziosi vende a su máxima estrella, Rodrigo Palacio, al Internazionale. Lo Monaco empieza a tomar decisiones importantes en la pretemporada, parecía que las cosas iban a cambiar esta vez, pero a mitad de pretemporada es exonerado de su cargo por diferencias con Preziosi.
Provisoriamente también se promovió el fichaje de Julián Velázquez desde Independiente. Sin embargo, por cuestiones financieras no se pudo pagar el jugador, razón por la cual el jugador volvió a Argentina. Dado el mal uso del sistema de traspasos, la FIFA sancionó a los dos clubes con multas.

### Temporada 2013/2014
Para la temporada 2013/2014, con las incorporaciones de Nicolás Burdisso, Ioannis Fetfatzidis, Ricardo Centurión, Alberto Gilardino y Giovanni Marchese, entre otros, se esperaba una gran temporada para el club. El Genoa comenzó el torneo con Fabio Liverani como entrenador, dirigiendo los 6 primeros partidos de la liga, donde ganó 1 solo partido contra la Sampdoria (3 a 0), empató 0-0 contra el Livorno y los restantes 4 los perdió contra el Inter de Milán (2-0), Fiorentina (2-5), Udinese (1-0) y Napoli (0-2), el cual fue el último partido de Liverani en el club. El mal arranque de la temporada dio como consecuencia, el 29 de septiembre, el arribo de Gian Piero Gasperini nuevamente como entrenador del Genoa. El resto de la temporada el entrenador mantuvo al equipo en mitad de tabla evitando otra vez más el descenso.

### Temporada 2014/2015
Esta sería una de las mejores temporadas del club en los últimos años. Con la continuidad de Gian Piero Gasperini como entrenador y las incorporaciones de Diego Perotti, Facundo Roncaglia, Iago Falque y Tomás Rincón entre otros, el Genoa daría un salto de calidad en su plantel y tendría buenas expectativas para la liga 2014/2015 e inclusive aspirar a clasificar a una competencia europea. Unos de los partidos más recordados de esta temporada fue la victoria 1 a 0 con gol de Luca Antonini contra la Juventus, que venía de ser tricampeón de la liga italiana e invicto en el torneo. Su mejor posición fue haber llegado al tercer puesto en la jornada 14. Luego al finalizar la temporada el Genoa terminó sexto en la tabla de posiciones sacando 59 puntos. Debido a esto, el club tenía el derecho de participar en la UEFA Europa League de la siguiente temporada, pero debido a irregularidades de licencias del Genoa, la FIFA sancionó al club imposibilitandoló de jugar la UEFA Europa League, dándole su lugar a su eterno rival, la Sampdoria (ubicado 7.º en la liga).

### El Génova en el plano internacional
Su máximo logro a nivel internacional se dio en la Copa de la UEFA 1991-92 (actual UEFA Europa League), cuándo alcanzó las semifinales, y fue eliminado por el Ajax por un global de 4-3. Cabe destacar que en el camino dejó al Liverpool (subcampeón de la Premier League), al Steaua Bucarest (subcampeón de Rumanía) y al Dinamo Bucarest (campeón de Rumanía), además del Real Oviedo.
Aunque nunca se ha clasificado a la UEFA Champions League, la máxima competición europea a nivel de clubes; ha estado cerca de hacerlo en la temporada 2008-09, cuando finalizó en 5.º lugar en el campeonato local y le faltó un solo punto para clasificarse. Por lo tanto se clasificó a la UEFA Europa League 2009-10, donde fue eliminado en la fase de grupos al quedar en 3.º lugar en el Grupo B.
| 1  | Copa de la UEFA         | 1991-92 | 32.avos de final (ida)       | Estadio Carlos Tartiere, Oviedo        | Real Oviedo       | 1-0 |
| 2  | Copa de la UEFA         | 1991-92 | 32.avos de final (vuelta)    | Estadio Luigi Ferraris, Génova         | Real Oviedo       | 3-1 |
| 3  | Copa de la UEFA         | 1991-92 | 16.avos de final (ida)       | Estadio Luigi Ferraris, Génova         | Dinamo Bucarest   | 3-1 |
| 4  | Copa de la UEFA         | 1991-92 | 16.avos de final (vuelta)    | Stadionul Dinamo, Bucarest             | Dinamo Bucarest   | 2-2 |
| 5  | Copa de la UEFA         | 1991-92 | Octavos de final (ida)       | Stadionul Ghencea, Bucarest            | Steaua Bucarest   | 0-1 |
| 6  | Copa de la UEFA         | 1991-92 | Octavos de final (vuelta)    | Estadio Luigi Ferraris, Génova         | Steaua Bucarest   | 1-0 |
| 7  | Copa de la UEFA         | 1991-92 | Cuartos de final (ida)       | Estadio Luigi Ferraris, Génova         | Liverpool         | 2-0 |
| 8  | Copa de la UEFA         | 1991-92 | Cuartos de final (vuelta)    | Anfield, Liverpool                     | Liverpool         | 1-2 |
| 9  | Copa de la UEFA         | 1991-92 | Semifinal (ida)              | Estadio Luigi Ferraris, Génova         | Ajax de Ámsterdam | 2-3 |
| 10 | Copa de la UEFA         | 1991-92 | Semifinal (vuelta)           | Ámsterdam Arena, Ámsterdam             | Ajax de Ámsterdam | 1-1 |
| 11 | Liga Europea de la UEFA | 2009-10 | Cuarta ronda previa (ida)    | Estadio Luigi Ferraris, Génova         | Odense BK         | 3-1 |
| 12 | Liga Europea de la UEFA | 2009-10 | Cuarta ronda previa (vuelta) | TRE-FOR Park, Odense                   | Odense BK         | 1-1 |
| 13 | Liga Europea de la UEFA | 2009-10 | Fase de grupos               | Estadio Luigi Ferraris, Génova         | Slavia Praga      | 2-0 |
| 14 | Liga Europea de la UEFA | 2009-10 | Fase de grupos               | Estadio de Mestalla, Valencia          | Valencia          | 3-2 |
| 15 | Liga Europea de la UEFA | 2009-10 | Fase de grupos               | Stade Pierre-Mauroy, Villeneuve-d'Ascq | Lille             | 3-0 |
| 16 | Liga Europea de la UEFA | 2009-10 | Fase de grupos               | Estadio Luigi Ferraris, Génova         | Lille             | 3-2 |
| 17 | Liga Europea de la UEFA | 2009-10 | Fase de grupos               | Eden Arena, Praga                      | Slavia Praga      | 0-0 |
| 18 | Liga Europea de la UEFA | 2009-10 | Fase de grupos               | Estadio Luigi Ferraris, Génova         | Valencia          | 1-2 |

## Cronología
|  | - 1893 - 7 de septiembre, se funda el Genoa Cricket and Athletic Club. - 1897 - 10 de abril, a sugerencia de James Spensley se admiten miembros italianos. - 1898 - Campeón de Italia (1.er título). - 1899 - Campeón de Italia (2.º título). - 1899 - 2 de enero, el club cambia su nombre a Genoa Cricket and Football Club. - 1900 - Campeón de Italia (3.er título). - 1901 - Subcampeón del Campeonato Italiano de 1901. - 1902 - Campeón de Italia (4.º título). - 1903 - Campeón de Italia (5.º título). - 1904 - Campeón de Italia (6.º título). - 1905 - Subcampeón del Campeonato Italiano de 1905. - 1906 - 3.er lugar en la ronda final del Campeonato Italiano. - 1907 - 2.º en la fase de grupos del Campeonato Italiano. - 1908 - No participó del Campeonato Italiano en protesta contra la exclusión de extranjeros. - 1909 - Semifinalista del Campeonato Italiano. - 1909-1910 - 5.º en el Campeonato Italiano. - 1910-1911 - 5.º en la fase de grupos del Campeonato Italiano. - 1911-1912 - 3.º en la fase de grupos del Campeonato Italiano. - 1912-1913 - 2.º en el Grupo Nacional del Campeonato Italiano. - 1913-1914 - 2.º en el Grupo Nacional del Campeonato Italiano. - 1914-1915 - 'Campeón de Italia (7.º título). - 1915-1916 - 4.º en la Copa Federale de 1915-1916 (reemplazó al campeonato italiano debido a la guerra mundial). - 1916-1917 - Campeón de la Coppa Liguria de 1916-1917 (1.er título). - 1917-1919 - Suspensión de las actividades del club debido a la Primera Guerra Mundial. - 1919-1920 - 3.º en el Grupo Nacional del Campeonato Italiano. - 1920-1921 - 2.º en el grupo A de la ronda de semifinales nacionales del Campeonato Italiano. - 1921-1922 - Finalista del Campeonato Italiano. - 1922-1923 - Campeón de Italia (8.º título). - 1923-1924 - Campeón de Italia (9.º título). - 1924-1925 - Finalista del Campeonato Italiano. - 1925-1926 - 3.º en el grupo B del Campeonato Italiano. - 1926-1927 - 4.º en la ronda final del Campeonato Italiano. Cuarta fase de la Copa Italia (edición no finalizada). - 1927-1928 - 2.º en la ronda final del Campeonato Italiano. - 1928 - Cambia el nombre a Genova 1893 Circolo del Calcio. - 1928-1929 - 4.º en el grupo B del Campeonato Italiano. Cuartos de final de la Copa Mitropa 1929. - 1929-1930 - Subcampeón de la Serie A. Cuartos de final de la Copa Mitropa 1930. - 1930-1931 - 4.º en la Serie A. - 1931-1932 - 11.º en la Serie A. - 1932-1933 - 8.º en la Serie A. - 1933-1934 - 17.º en la Serie A. Desciende a la Serie B. - 1934-1935 - Campeón de la Serie B (1.er título). Asciende a la Serie A. - 1935 - Cambia el nombre a Associazione Calcio Genova 1893. - 1935-1936 - 8.º en la Serie A. Octavos de final de la Copa Italia. - 1936-1937 - 6.º en la Serie A. Campeón de la Copa Italia (1.er título). Cuartos de final de la Copa Mitropa 1937. - 1937-1938 - 3.º en la Serie A. Octavos de final de la Copa Italia. Semifinalista de la Copa Mitropa 1939. - 1938-1939 - 4.º en la Serie A. Semifinalista de la Copa Italia. - 1939-1940 - 5.º en la Serie A. Subcampeón de la Copa Italia. - 1940-1941 - 10.º en la Serie A. Dieciseisavos de final de la Copa Italia. - 1941-1942 - 4.º en la Serie A. Octavos de final de la Copa Italia. - 1942-1943 - 5.º en la Serie A. Semifinalista de la Copa Italia. - 1943-1944 - 5.º en el Campeonato Alta Italia 1944. - 1944-1945 - Campeón de la Coppa Città di Genova (1.er título). - 1945 - Cambia el nombre a Genoa Cricket and Football Club. - 1945-1946 - 12.º en la Serie A. Semifinalista de la Coppa Alta Italia. - 1946-1947 - 10.º en la Serie A. - 1947-1948 - 12.º en la Serie A. - 1948-1949 - 7.º en la Serie A. - 1949-1950 - 11.º en la Serie A. - 1950-1951 - 20.º en la Serie A. Desciende a la Serie B. - 1951-1952 - 5.º en la Serie B. - 1952-1953 - Campeón de la Serie B (2.º título). 'Asciende a la Serie A. - 1953-1954 - 12.º en la Serie A. - 1954-1955 - 11.º en la Serie A. - 1955-1956 - 10.º en la Serie A. - 1956-1957 - 16.º en la Serie A. - 1957-1958 - 13.º en la Serie A. Grupo eliminatorio de la Copa Italia. - 1958-1959 - 11.º en la Serie A. 3.º en la Copa Italia. - 1959-1960 - 18.º en la Serie A. Desciende a la Serie B. Octavos de final de la Copa Italia. - 1960-1961 - 13.º en la Serie B. Primera ronda de la Copa Italia. - 1961-1962 - Campeón de la Serie B (3.er título). Asciende a la Serie A. Campeón de la Coppa delle Alpi 1962 (1.er título). Primera ronda de la Copa Italia. - 1962-1963 - 15.º en la Serie A. Cuartos de final de la Copa Italia. Campeón de la Coppa dell'Amicizia italo-francese 1963 (1.er título). - 1963-1964 - 8.º en la Serie A. Campeón de la Coppa delle Alpi 1964 (1.er título). Tercera ronda de la Copa Italia. - 1964-1965 - 16.º en la Serie A. Desciende a la Serie B. Cuartos de final de la Copa Italia. - 1965-1966 - 5.º en la Serie B. Primera ronda de la Copa Italia. - 1966-1967 - 12.º en la Serie B. Primera ronda de la Copa Italia. - 1967 - Cambia el nombre a Genoa 1893. - 1967-1968 - 15.º en la Serie B. Primera ronda de la Copa Italia. - 1968-1969 - 6.º en la Serie B. Primera ronda de la Copa Italia. - 1969-1970 - 20.º en la Serie B. Desciende a la Serie C. Primera ronda de la Copa Italia. - 1970-1971 - 1.º en el Grupo B de la Serie C. Asciende a la Serie B. - 1971-1972 - 8.º en la Serie B. Primera ronda de la Copa Italia. - 1972-1973 - Campeón de la Serie B (4.º título). Asciende a la Serie A. Primera ronda de la Copa Italia. - 1973-1974 - 16.º en la Serie A. Desciende a la Serie B. Primera ronda de la Copa Italia. - 1974-1975 - 7.º en la Serie B. Primera ronda de la Copa Italia. - 1975-1976 - Campeón de la Serie B (5.º título). Asciende a la Serie A. Segunda ronda de la Copa Italia. - 1976-1977 - 11.º en la Serie A. Primera ronda de la Copa Italia. - 1977-1978 - 14.º en la Serie A. Desciende a la Serie B. Primera ronda de la Copa Italia. - 1978-1979 - 12.º en la Serie B. Primera ronda de la Copa Italia. - 1979-1980 - 11.º en la Serie B. Primera ronda de la Copa Italia. - 1980-1981 - 3.º en la Serie B. Asciende a la Serie A. Primera ronda de la Copa Italia. - 1981-1982 - 13.º en la Serie A. Primera ronda de la Copa Italia. - 1982-1983 - 12.º en la Serie A. Primera ronda de la Copa Italia. - 1983-1984 - 14.º en la Serie A. Desciende a la Serie B. Primera ronda de la Copa Italia. - 1984-1985 - 6.º en la Serie B. Cuartos de final de la Copa Italia. - 1985-1986 - 7.º en la Serie B. Primera ronda de la Copa Italia. - 1986-1987 - 6.º en la Serie B. Primera ronda de la Copa Italia. - 1987-1988 - 14.º en la Serie B. Primera ronda de la Copa Italia. - 1988-1989 - Campeón de la Serie B (6.º título). Asciende a la Serie A. Primera ronda de la Copa Italia. - 1989-1990 - 11.º en la Serie A. Segunda ronda de la Copa Italia. Finalista de la Coppa Mitropa 1990. - 1990-1991 - 4.º en la Serie A. Octavos de final de la Copa Italia. - 1991-1992 - 14.º en la Serie A. Semifinalista de la Copa UEFA. Cuartos de final de la Copa Italia. - 1992-1993 - 13.º en la Serie A. Octavos de final de la Copa Italia. - 1993-1994 - 11.º en la Serie A. Primera ronda de la Copa Italia. - 1994-1995 - 15.º en la Serie A. Desciende a la Serie B. Tercera ronda de la Copa Italia. - 1995-1996 - 7.º en la Serie B. Segunda ronda de la Copa Italia. Campeón de la Coppa Anglo-Italiana 1995-1996 (1.er título). - 1996-1997 - 5.º en la Serie B. Octavos de final de la Copa Italia. - 1997-1998 - 9.º en la Serie B. Dieciseisavos de final de la Copa Italia. - 1998 - Vuelve a llamarse Genoa Cricket and Football Club. - 1998-1999 - 12.º en la Serie B. Dieciseisavos de final de la Copa Italia. - 1999-2000 - 6.º en la Serie B. Segunda ronda de la Copa Italia. - 2000-2001 - 12.º en la Serie B. Fase de grupos de la Copa Italia. - 2001-2002 - 12.º en la Serie B. Segunda ronda de la Copa Italia. - 2002-2003 - 18.º en la Serie B. Desciende a la Serie C pero se salva debido con Caso Catania. Primera ronda de la Copa Italia. - 2003-2004 - 16.º en la Serie B. Fase de grupos de la Copa Italia. - 2004-2005 - 22.º en la Serie B. deliberada la quita de puntos por la Corte Federal de Justicia (CAF) debido al Caso Genoa. Desciende a la Serie C Fase de grupos de la Copa Italia. - 2005-2006 - 2.º en el Grupo A de la Serie C y vence los play-off. Asciende a la Serie B. Primera ronda de la Copa Italia. - 2006-2007 - 3.º en la Serie B. Asciende a la Serie A. Octavos de final de la Copa Italia. - 2007-2008 - 10.º en la Serie A. Segunda ronda de la Copa Italia. - 2008-2009 - 5.º en la Serie A. Octavos de final de la Copa Italia. - 2009-2010 - 9.º en la Serie A. Octavos de final de la Copa Italia. Fase de grupos de la UEFA Europa League. - 2010-2011 - 10.º en la Serie A. Octavos de final de la Copa Italia. - 2011-2012 - 17.º en la Serie A. Octavos de final de la Copa Italia. - 2012-2013 - 17.º en la Serie A. Tercera ronda de la Copa Italia. - 2013-2014 - 14.º en la Serie A. Tercera ronda de la Copa Italia. - 2014-2015 - 6.º en la Serie A. Fue excluido de la UEFA Europa League de la próxima temporada debido a la no obtención de la licencia de la UEFA. Cuarta ronda de la Copa Italia. - 2015-2016 - 11.º en la Serie A. Octavos de final de la Copa Italia. - 2016-2017 - 16.º en la Serie A. Octavos de final de la Copa Italia. - 2017-2018 - 12.º en la Serie A. Octavos de final de la Copa Italia. - 2018-2019 - 17.º en la Serie A. Cuarta ronda de la Copa Italia. - 2019-2020 - 17.º en la Serie A. Octavos de final de la Copa Italia. - 2020-2021 - 11.º en la Serie A. Octavos de final de la Copa Italia. - 2021-2022 - 19.º en la Serie A. Desciende a Serie B Octavos de final de la Copa Italia. |

## Presidentes
A continuación se muestra la lista de los presidentes desde la creación del club hasta hoy día.
| Nombre                 | Años    |
| ---------------------- | ------- |
| Charles De Grave Sells | 1893–97 |
| Hermann Bauer          | 1897–99 |
| Daniel G. Fawcus       | 1899–04 |
| Edoardo Pasteur        | 1904–09 |
| Vieri A. Goetzloff     | 1909–10 |
| Edoardo Pasteur        | 1910–11 |
| Luigi Aicardi          | 1911–13 |
| Geo Davidson           | 1913–20 |
| Guido Sanguineti       | 1920–26 |
| Vincent Ardissone      | 1926–33 |
| Alessandro Tarabini    | 1933–34 |
| Alfredo Costa          | 1934–36 |
| Juan Culiolo           | 1936–41 |
| Nino Bertoni           | 1941–42 |
| Giovanni Gavarone      | 1942–43 |
| Nino Bertoni           | 1943–44 |
| Aldo Mairano           | 1944–45 |
| Antonio Lorenzo        | 1945–46 |
| Edoardo Pasteur        | 1946    |
| Giovanni Peragallo     | 1946    |

| Nombre              | Años    |
| ------------------- | ------- |
| Massimo Poggi       | 1946–50 |
| Ernesto Cauvin      | 1951–53 |
| Ugo Valperga        | 1953–54 |
| Comité Presidencial | 1954–58 |
| Fausto Gadolla      | 1958–60 |
| Comité Presidencial | 1960–63 |
| Giacomo Berrino     | 1963–66 |
| Ugo Maria Failla    | 1966–67 |
| Renzo Fossati       | 1967–70 |
| Virgilio Bazzani    | 1970    |
| Angelo Tongiani     | 1970–71 |
| Gianni Meneghini    | 1971–72 |
| Giacomo Berrino     | 1972–74 |
| Renzo Fossati       | 1974–85 |
| Aldo Spinelli       | 1985–97 |
| Massimo Mauro       | 1997–99 |
| Gianni E. Scerni    | 1999–01 |
| Luigi Dalla Costa   | 2001–03 |
| Stefano Campoccia   | 2003    |
| Enrico Preziosi     | 2003–21 |
| 777                 | 2021-   |

## Símbolos

### Himno
El himno de Genoa es "Un Cantico per il mio Grifone", compuesta por Piero Campodónico y Gian Piero Reverberi en la temporada 1972-73, a través de un concurso propuesto por el club. Su letra es:
GENOA-GENOA-GENOA-GENOA-GENOA Con i pantaloni rossi e la maglietta blu // è il símbolo del Genoa la nostra gioventù. // In dieci o centomila non puoi tenerli più // son sempre più festosi i tifosi rossoblu // Aprite le porte oh!-oh! il Grifone va !! // Nessun avversario oh!-oh! mai lo fermerà !! // O donna prepara oh!-oh! per la mia bandiera // il nuovo scudetto che il Genoa vincere dovrà!!! // GENOA-GENOA-GENOA-GENOA-GENOA // In cento e più trasferte in auto, moto o treno, // ti seguono fedeli non puoi tenerli a freno. // Tornati a De Ferrari // ti fanno un carosello che anche Garibaldi si unisce al ritornello // Aprite le porte oh!-oh! il Grifone va !! // Nessun avversario oh!-oh! mai lo fermarà !! // O donna prepara oh!-oh! per la mia bandiera // il nuovo scudetto che il Genoa vincere dovrà!!! // GENOA-GENOA-GENOA-GENOA-GENOA.

### Colores
Como Genoa es un club de ascendencia inglesa, en sus comienzos, llevaba los colores de la Selección de Inglaterra. No mucho tiempo después en 1899 el equipo fue cambiado a rayas blancas y azules. El azul, debido a que Génova es una ciudad portuaria, fue elegido en referencia al mar. En 1901 finalmente el club se conformó con los colores que utiliza hoy día, el rojo y azul.

### Escudo
El símbolo del Genoa es el Grifo, que también es el símbolo de la ciudad. Es una criatura mitológica, cuya parte superior es la de un águila gigante, con plumas doradas, afilado pico y poderosas garras. La parte inferior es la de un león, con pelaje amarillo, musculosas patas y rabo.

## Uniforme
- 1893: Se usó una camiseta con los colores de la Selección de Inglaterra[2]
- 1899: Se optó por una camiseta a rayas de color blanco y azul.
- 1901: Se opta por los colores rojo y azul utilizados hasta la actualidad.

### Titular
| 2015-16 | 2016-17 | 2017-18 | 2018-19 | 2019-20 | 2020-21 | 2021-22 | 2022-23 |
| 2023-24 | 2024-25 |         |         |         |         |         |         |

### Suplente
| 2015-16 | 2016-17 | 2017-18 | 2018-19 | 2019-20 | 2020-21 | 2021-22 | 2022-23 | 2023-24 |
| 2024-25 |         |         |         |         |         |         |         |         |

### Alternativo
| 2015-16 | 2016-17 | 2017-18 | 2018-19 | 2019-20 | 2020-21 | 2021-22 |
| 2022-23 | 2024-25 |         |         |         |         |         |

### Patrocinio
| Periodo | Proveedor | Patrocinador      |
| ------- | --------- | ----------------- |
| 1978-80 | Puma      | Sin Sponsor       |
| 1980-81 | Mauri     | Sin Sponsor       |
| 1981-82 | Mauri     | Seiko             |
| 1982-83 | Adidas    | Seiko             |
| 1983-84 | Adidas    | Elah              |
| 1984-85 | Adidas    | Carrera           |
| 1985-88 | Adidas    | Levante           |
| 1988-89 | Erreà     | Levante           |
| 1989-92 | Erreà     | Mita              |
| 1992-94 | Erreà     | Saiwa             |
| 1994-95 | Erreà     | Kenwood           |
| 1995-96 | Erreà     | Giocheria         |
| 1996-97 | Erreà     | Santal            |
| 1997-98 | Erreà     | Costa Crociere    |
| 1998-00 | Kappa     | Festival Crociere |
| 2000-01 | Kappa     | Nube che Corre    |
| 2001-03 | Erreà     | Sin Sponsor       |
| 2003-05 | Erreà     | Costa Crociere    |
| 2005-07 | Erreà     | Sin Sponsor       |
| 2007-08 | Erreà     | Eurobet           |
| 2008-09 | Asics     | Eurobet           |
| 2009-10 | Asics     | Gaudì-Fashion     |
| 2010-12 | Asics     | iZi Play          |
| 2012-14 | Lotto     | iZi Play          |
| 2014-16 | Lotto     | Sin Sponsor       |
| 2016-17 | Lotto     | Prénatal          |
| 2017-18 | Lotto     | Eviva Energy      |
| 2018-19 | Lotto     | Giocheria         |
| 2019-22 | Kappa     | Sin Sponsor       |
| 2022-   | Castore   | Radio 105 Network |

## Estructuras

### Estadio

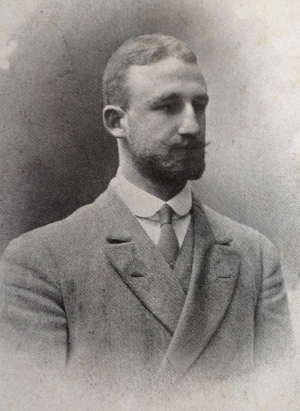
Luigi Ferraris.

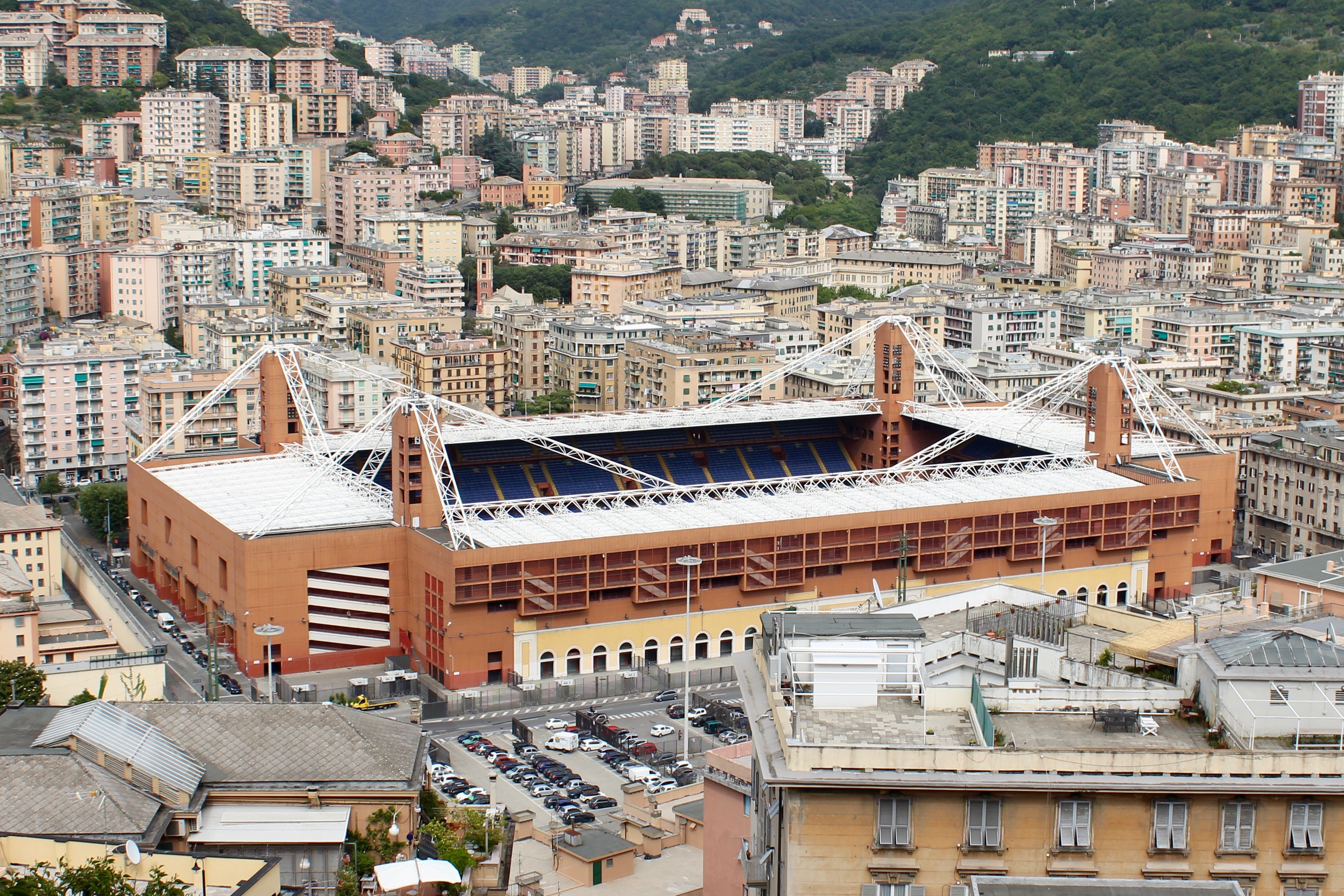
Panorámica del Estadio Luigi Ferraris.

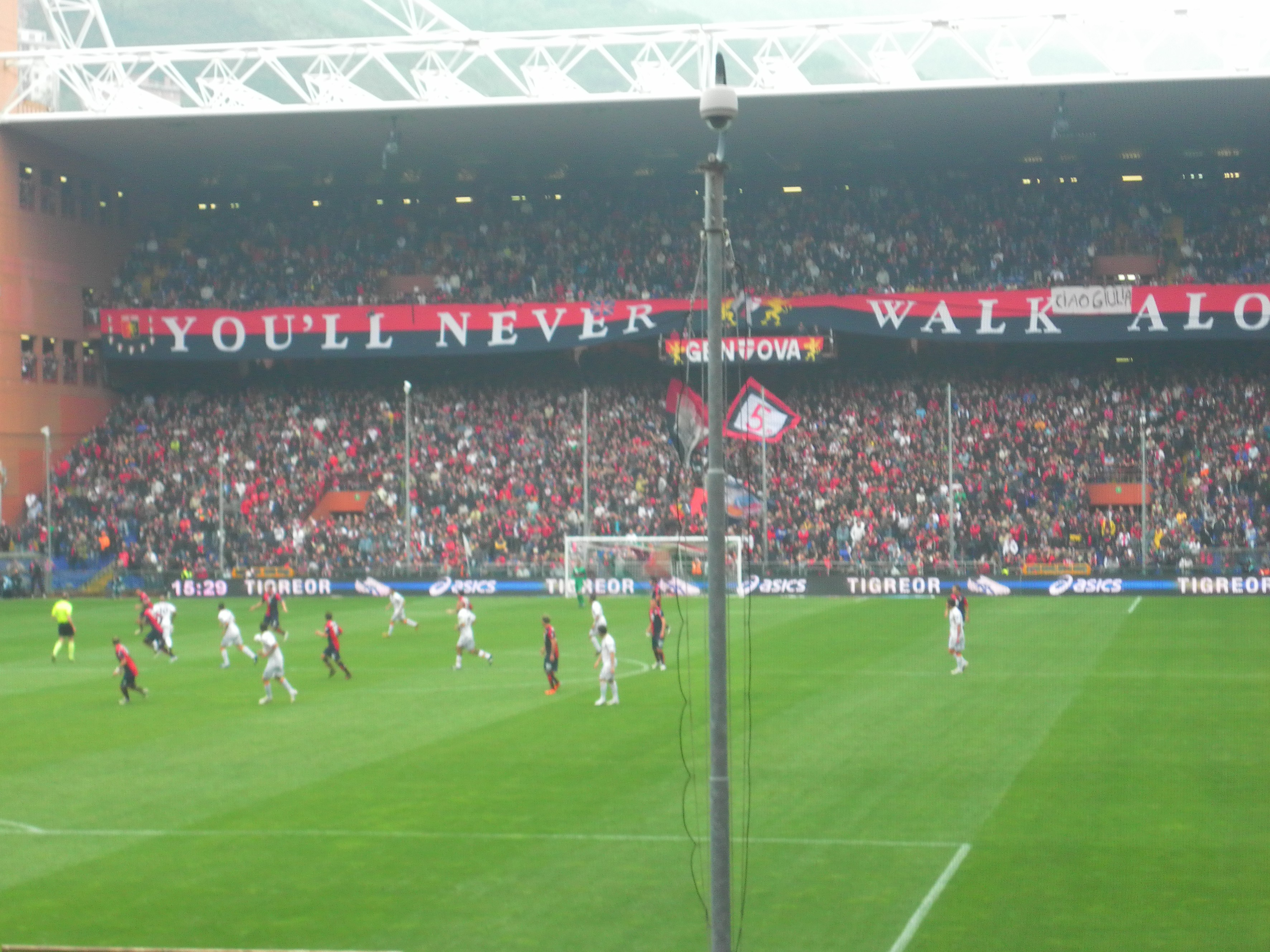
Estadio Luigi Ferraris, en el encuentro del Genoa C.F.C. contra el Lecce en 2011.

Construido en 1911 fue inaugurado el 22 de enero con una capacidad de 20.000 espectadores, gracias al socio del club Musso Piantelli que donó el solar contiguo a su mansión en Marassi, en ocasión del partido entre Genoa-Internazionale. El estadio del Genoa cambió su nombre a Luigi Ferraris el 1 de enero del 1933 en ocasión de los cuarenta años de existencia del club. Fue dedicado a Luigi Ferraris, por ser uno de los jugadores del Genoa muertos en la Primera Guerra Mundial, conflicto en el que murió también el fundador James Spensley. En ese mismo año el estadio fue remodelado hasta tener una capacidad de 40000 espectadores. En esta remodelación se construyeron las dos gradas, una de las cuales, la Norte, pasó a ser el lugar de encuentro de los hinchas más "calientes" y curiosamente fue construida encima de lo que era la cancha (conocida como "de la Cajenna") del rival del Genoa en ese entonces, el Andrea Doria. El 27 de mayo de 1934 se jugó en el Ferraris un partido correspondiente a los octavos de final del Mundial de Italia 1934 entre las selecciones de España y Brasil con victoria de los españoles por 3 a 1. Este estadio ha pertenecido al club durante muchos años y en él disputaba sus partidos exclusivamente el Grifone pero por problemas económicos y por presiones del régimen fascista fue cedido al Ayuntamiento de Génova.
Desde 1946 juega en Marassi (nombre del barrio donde está ubicado el estadio y que muchos utilizan para indicar el mismo, situación análoga al estadio Giuseppe Meazza con el barrio de San Siro en Milán) también la Sampdoria, equipo surgido de la unión del A.Doria, el eterno rival, y la Sampiardarenese, equipo del barrio de Sampiardarena, en el mismo 1946. La antigua pertenencia al club rossoblu pero se veía reflejada en el hecho de que la grada Norte era más grande que la Sur. Esto hasta 1990 cuando, en ocasión del Mundial de Italia 1990, el estadio fue completamente remodelado (por partes, para permitir a los clubes seguir jugando en él, por lo que las obras duraron dos años y dos meses, de julio de 1987 a septiembre de 1989) hasta tener el aspecto y la capacidad de 36.536 espectadores que, por cierto, es muy inferior a la de antaño.
El récord de espectadores para un partido de clubes pertenece al derbi Genoa-Sampdoria del 28 de noviembre de 1982, cuando se registraron 57815 espectadores con entrada y unos 2000 sin ella. Pero el récord absoluto es el de un partido entre Italia y Portugal del 27 de febrero de 1949, cuando se registraron más de 60000 asistentes.

### Centro de formación
El Genoa posee un centro de formación, el complejo deportivo Pio XII. En la actualidad lleva el nombre del difunto y exjugador del club Gianluca Signorini. Se ubica en Villa Lomellini Rostan, en el distrito de Pegli, Génova. Además posee un gimnasio y un spá.

## Rivalidad
El clásico rival del Genoa es la U.C. Sampdoria, ambos clubes pertenecientes a la ciudad de Génova, Italia. Este derbi se disputa en el Estadio Luigi Ferraris que ambos comparten. Su rivalidad suele llamarse Derby della Lanterna que deriva de la Torre della Lanterna, faro principal de la ciudad. La rivalidad entre estos clubes empieza con la formación de la Sampdoria en 1946. Desde aquel entonces estos dos clubes se han enfrentado en varias ocasiones, tanto en la liga (tanto en Serie A como en la Serie B) como en la copa, pero jamás se han cruzado en el plano internacional hasta el momento.
Este enfrentamiento es considerado el trigésimo derbi más sentido del mundo (el tercero en Italia, después de los de Roma y Milán) de acuerdo con el Ranking elaborado por la revista inglesa FourFourTwo.

### Otros clásicos
Si bien su mayor rival es la Sampdoria, el Genoa tuvo otras rivalidades antes de 1946, como fueron el Ginnastica Sampierdarenese (fundado en 1899) y el Andrea Doria Genova (fundado en 1900), ambos clubes de Génova. Cabe recalcar que estos dos clubes se unieron para fundar a la Sampdoria.

### Estadísticas

#### Genoa vs. Andrea Doria
| Rival                       | Partidos            | Ganados             | Empates             | Derrotas            | GF                  | GC                  | +/-                 |
| Campeonato Italiano         | Campeonato Italiano | Campeonato Italiano | Campeonato Italiano | Campeonato Italiano | Campeonato Italiano | Campeonato Italiano | Campeonato Italiano |
| --------------------------- | ------------------- | ------------------- | ------------------- | ------------------- | ------------------- | ------------------- | ------------------- |
| Andrea Doria                | 29                  | 17                  | 7                   | 5                   | 64                  | 33                  | +31                 |
| Palla "Henri Dapples"       |                     |                     |                     |                     |                     |                     |                     |
| Andrea Doria                | 10                  | 5                   | 3                   | 2                   | 19                  | 10                  | +9                  |
| Total de partidos oficiales |                     |                     |                     |                     |                     |                     |                     |
| Andrea Doria                | 39                  | 22                  | 10                  | 7                   | 83                  | 43                  | +40                 |
| Otros partidos              |                     |                     |                     |                     |                     |                     |                     |
| Andrea Doria                | 10                  | 8                   | 1                   | 1                   | 32                  | 10                  | +22                 |
| Total                       |                     |                     |                     |                     |                     |                     |                     |
| Andrea Doria                | 49                  | 30                  | 11                  | 8                   | 115                 | 53                  | +62                 |

#### Genoa vs. Sampierdarenese
| Rival                              | Partidos            | Ganados             | Empates             | Derrotas            | GF                  | GC                  | +/-                 |
| Campeonato Italiano                | Campeonato Italiano | Campeonato Italiano | Campeonato Italiano | Campeonato Italiano | Campeonato Italiano | Campeonato Italiano | Campeonato Italiano |
| ---------------------------------- | ------------------- | ------------------- | ------------------- | ------------------- | ------------------- | ------------------- | ------------------- |
| Sampierdarenese                    | 15                  | 10                  | 2                   | 3                   | 41                  | 11                  | +30                 |
| Campeonato Alta Italia (1943-1944) |                     |                     |                     |                     |                     |                     |                     |
| Sampierdarenese                    | 2                   | 2                   | 0                   | 0                   | 9                   | 1                   | +8                  |
| Total de partidos oficiales        |                     |                     |                     |                     |                     |                     |                     |
| Sampierdarenese                    | 17                  | 12                  | 2                   | 3                   | 50                  | 12                  | +38                 |
| Otros partidos                     |                     |                     |                     |                     |                     |                     |                     |
| Sampierdarenese                    | 6                   | 4                   | 2                   | 0                   | 16                  | 7                   | +9                  |
| Total                              |                     |                     |                     |                     |                     |                     |                     |
| Sampierdarenese                    | 23                  | 16                  | 4                   | 3                   | 66                  | 19                  | +47                 |

#### Genoa vs. Sampdoria
| Club                        | Partidos | Ganados | Empates | Derrotas | GF      | GC      | +/-     |
| Serie A                     | Serie A  | Serie A | Serie A | Serie A  | Serie A | Serie A | Serie A |
| --------------------------- | -------- | ------- | ------- | -------- | ------- | ------- | ------- |
| Sampdoria                   | 73       | 17      | 27      | 29       | 72      | 90      | -18     |
| Serie B                     |          |         |         |          |         |         |         |
| Sampdoria                   | 16       | 5       | 6       | 5        | 13      | 13      | +0      |
| Copa de Italia              |          |         |         |          |         |         |         |
| Sampdoria                   | 12       | 2       | 4       | 6        | 11      | 14      | -3      |
| Total de partidos oficiales |          |         |         |          |         |         |         |
| Sampdoria                   | 101      | 24      | 37      | 40       | 96      | 117     | -21     |
| Otros partidos              |          |         |         |          |         |         |         |
| Sampdoria                   | 18       | 5       | 9       | 4        | ?       | ?       | ?       |
| Total                       |          |         |         |          |         |         |         |
| Sampdoria                   | 119      | 29      | 46      | 44       | ?       | ?       | ?       |

## El Genoa en el Mundo
Como consecuencia de las grandes oleadas inmigratorias provenientes de la Región de Liguria a América (la primera a fines del siglo XIX y la segunda a principios del siglo XX), hoy en día se encuentran innumerables aficionados al club en dicho continente. El Genoa posee peñas oficializadas por el club en Argentina, Brasil, Chile, México, Estados Unidos , Canadá, Ecuador que se suman a las peñas que existen en Holanda, España, Irlanda, Francia, Lituania, Rusia, Suecia y Kazajistán.
Además, la mencionada inmigración generó por ejemplo en la Argentina la fundación de los dos equipos más populares de ese país, Boca Juniors y River Plate, ambos fundados en el barrio de La Boca, que reconocen su herencia ligur: Boca Juniors es apodado "Xeneize" (por "zeneize": genovés en dialecto ligur).

## Jugadores

### Homenajes
| Número | Jugador                               | Posición                          | Temporadas                        |
| ------ | ------------------------------------- | --------------------------------- | --------------------------------- |
| 6      | Gianluca Signorini —homenaje póstumo— | Defensor central                  | 1988-1995                         |
| 7      | Marco Rossi                           | Mediocampista                     | 2003-2013                         |
| 12     | Hinchada del club, La Número Doce     | Hinchada del club, La Número Doce | Hinchada del club, La Número Doce |

## Estadísticas del club

### Jugadores con más apariciones y goles
La siguiente tabla muestra los diez jugadores con más apariciones y goles en partidos oficiales con el primer equipo del Genoa Cricket & Football Club. Además de los partidos de liga esta incluye todos los partidos en las competiciones nacionales e internacionales. No incluye apariciones ni goles en partidos amistosos.
Actualizado el 12 de enero de 2023.
     En activo.      En activo con el club.
| Apariciones | Apariciones       | Apariciones                        | Apariciones |
| ----------- | ----------------- | ---------------------------------- | ----------- |
| 1           | Gennaro Ruotolo   | 1988-2002                          | 444         |
| 2           | Fosco Becattini   | 1945–1961                          | 425         |
| 3           | Vincenzo Torrente | 1985–2000                          | 412         |
| 4           | Amedeo Cattani    | 1942–1943 1945-1955                | 310         |
| 5           | Giovanni De Prà   | 1921-1933                          | 304         |
| 6           | Ottavio Barbieri  | 1919-1932                          | 299         |
| 7           | Domenico Criscito | 2002-2003 2006-2011 2018-2022 2023 | 291         |
| 8           | Marco Rossi       | 2003-2004 2005-2013                | 266         |
| 9           | Mario Bortolazzi  | 1990-1998                          | 251         |
| 10          | Nicola Caricola   | 1987-1995                          | 225         |

| Goles | Goles                    | Goles               | Goles |
| ----- | ------------------------ | ------------------- | ----- |
| 1     | Edoardo Catto            | 1921-1929           | 96    |
| 2     | Enrico Sardi             | 1913-1915 1919-1921 | 88    |
| 3     | Virgilio Felice Levratto | 1925-1932           | 86    |
| 4     | Cosimo Francioso         | 1998-2002           | 76    |
| 5     | Aristodemo Santamaria    | 1913-1919 1922-1926 | 75    |
| 6     | Tomáš Skuhravý           | 1990-1996           | 75    |
| 7     | Attilio Frizzi           | 1951-1957           | 61    |
| 8     | Roberto Pruzzo           | 1973-1978           | 59    |
| 9     | Diego Milito             | 2004-2005 2008-2009 | 57    |
| 10    | Gastone Bean             | 1960-1964           | 53    |

### Jugadores con mayor cantidad de títulos
| Jugador                          | Títulos |
| -------------------------------- | ------- |
| James Spensley - Edoardo Pasteur | 6       |
| Henri Dapples - Enrico Pasteur   | 5       |

### Salón de la Fama
En el año 2013 con motivo del 120.º aniversario del club, 20.000 socios votaron a los 11 jugadores más destacados de la historia del Genoa C.F.C. Dicha selección se llevó a cabo el 29 de septiembre del 2013, y los jugadores elegidos son:
- Portero:  Giovanni De Prà (1921-1933)
- Defensor:  Gianluca Signorini (1988-1995)
- Defensor:  Vincenzo Torrente (1985-2000)
- Defensor:  Ottavio Barbieri (1919-1932)
- Defensor:  Branco (1990-1993)
- Centrocampista:  Gennaro Ruotolo (1988-2002)
- Centrocampista:  Mario Bortolazzi (1990-1998)
- Centrocampista:  Juan Carlos Verdeal (1946-1950)
- Delantero:  Carlos Alberto Aguilera (1989-1992)
- Delantero:  Roberto Pruzzo (1973-1978)
- Delantero:  Tomáš Skuhravý (1990-1995)

### Jugadores del Genoa campeones de la Copa Mundial de la FIFA
- Mario Genta: 1938
- Mario Perazzolo: 1938

## Entrenadores

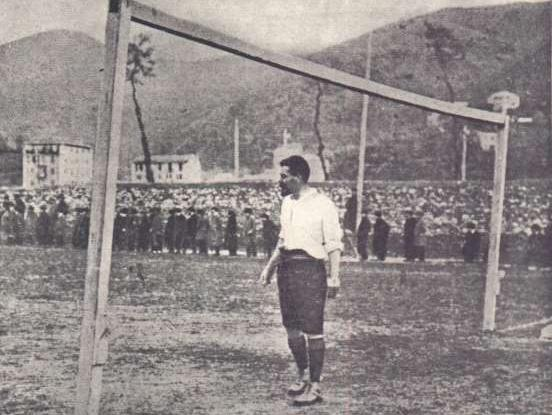
James Spensley, primer entrenador del Genoa Cricket and Athletic Club.

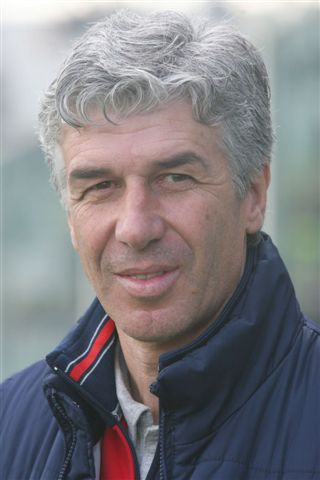
Gian Piero Gasperini, entrenador del Genoa C.F.C entre 2006 y 2010, 2013 y 2016.

Lista de los entrenadores del club hasta la actualidad.
| -   | Bandera de Inglaterra                     | Comisión Directiva                 | 1893–1896     |
| 1   | Bandera de Inglaterra                     | James Spensley                     | 1896–1903     |
| 2   | Bandera de Suiza                          | Karl Senft                         | 1904-1905     |
| 3   | Bandera de Suiza                          | Étienne Bugnion                    | 1906          |
| 4   | Bandera de Inglaterra                     | James Spensley                     | 1907          |
| 5   | Bandera de Italia                         | Vieri Goetzlof                     | 1908          |
| 6   | Bandera de Suiza                          | Daniel Hug                         | 1909–1910     |
| 7   | Bandera de Suiza                          | Eugen Herzog                       | 1910–1912     |
| 8   | Bandera de Inglaterra                     | William Garbutt                    | 1912–1915     |
| 9   | Bandera de Inglaterra                     | Thomas Coggins                     | 1915–1916     |
| 10  | Bandera de Italia                         | Enrico Pasteur                     | 1916–1919     |
| 11  | Bandera de Inglaterra                     | William Garbutt                    | 1919–1927     |
| 12  | Bandera de Italia                         | Renzo De Vecchi                    | 1927–1930     |
| 13  | Bandera de Hungría                        | Géza Székány                       | 1930–1931     |
| 14  | Bandera de Italia · Bandera de Argentina  | Luigi Burlando Guillermo Stábile   | 1931–1932     |
| 15  | Bandera de Austria                        | Karl Rumbold                       | 1932–1933     |
| 16  | Bandera de Hungría                        | József Nagy                        | 1933–1934     |
| 17  | Bandera de Italia                         | Vittorio Faroppa                   | 1934–1935     |
| 18  | Bandera de Italia                         | Renzo De Vecchi                    | 1935          |
| 19  | Bandera de Hungría                        | György Orth                        | 1935–1936     |
| 20  | Bandera de Austria                        | Hermann Felsner                    | 1936–1937     |
| 21  | Bandera de Inglaterra                     | William Garbutt                    | 1937–1939     |
| 22  | Bandera de Italia · Bandera de Inglaterra | Ottavio Barbieri William Garbutt   | 1939–1940     |
| 23  | Bandera de Italia                         | Ottavio Barbieri                   | 1940-1941     |
| 24  | Bandera de Italia                         | Guido Ara                          | 1941-1945     |
| 25  | Bandera de Hungría                        | József Viola                       | 1945–1946     |
| 26  | Bandera de Italia                         | Ottavio Barbieri                   | 1946          |
| 27  | Bandera de Inglaterra                     | William Garbutt                    | 1946-1948     |
| 28  | Bandera de Italia                         | Federico Allasio                   | 1948-1949     |
| 29  | Bandera de Inglaterra                     | David John Astley                  | 1949          |
| 30  | Bandera de Inglaterra · Bandera de Italia | David John Astley Federico Allasio | 1949          |
| 31  | Bandera de Italia                         | Manlio Bacigalupo                  | 1949-1951     |
| 32  | Bandera de Hungría                        | Imre Senkey                        | 1951-1952     |
| 33  | Bandera de Italia · Bandera de Italia     | Valentino Sala Giacinto Ellena     | 1952          |
| 34  | Bandera de Italia                         | Giacinto Ellena                    | 1952-1953     |
| 35  | Bandera de Hungría                        | György Sárosi                      | 1953-1955     |
| 36  | Bandera de Italia                         | Ermelindo Bonilauri                | 1955          |
| 37  | Bandera de Italia                         | Renzo Magli                        | 1955-1958     |
| 38  | Bandera de Italia                         | Annibale Frossi                    | 1958-1959     |
| 39  | Bandera de Italia · Bandera de Italia     | Gipo Poggi Antonio Busini          | 1959          |
| 40  | Bandera de Inglaterra                     | Jesse Carver                       | 1959-1960     |
| 41  | Bandera de Italia                         | Annibale Frossi                    | 1960-1961     |
| 42  | Bandera de Italia                         | Angelo Rosso                       | 1961          |
| 43  | Bandera de Italia                         | Renato Gei                         | 1961-1963     |
| 44  | Bandera de Italia                         | Angelo Rosso                       | 1963          |
| 45  | Bandera de Argentina                      | Benjamín Santos                    | 1963-1964     |
| 46  | Bandera de Brasil                         | Paulo Amaral                       | 1964          |
| 47  | Bandera de Italia                         | Roberto Lerici                     | 1964-1965     |
| 48  | Bandera de Italia                         | Luigi Bonizzoni                    | 1965-1966     |
| 49  | Bandera de Italia                         | Giorgio Ghezzi                     | 1966-1967     |
| 50  | Bandera de Italia                         | Paolo Tabanelli                    | 1967          |
| 51  | Bandera de Italia                         | Livio Fongaro                      | 1967          |
| 52  | Bandera de Italia                         | Aldo Campatelli                    | 1967-1968     |
| 53  | Bandera de Italia                         | Maurizio Bruno                     | 1968          |
| 54  | Bandera de Italia                         | Aldo Campatelli                    | 1968-1969     |
| 55  | Bandera de Italia                         | Franco Viviani                     | 1969          |
| 56  | Bandera de Italia · Bandera de Italia     | Maurizio Bruno Ermelindo Bonilauri | 1969-1970     |
| 57  | Bandera de Italia · Bandera de Italia     | Aredio Gimona Ermelindo Bonilauri  | 1970          |
| 58  | Bandera de Italia                         | Arturo Silvestri                   | 1970-1974     |
| 59  | Bandera de Italia                         | Guido Vincenzi                     | 1974-1975     |
| 60  | Bandera de Italia                         | Luigi Simoni                       | 1975-1978     |
| 61  | Bandera de Italia                         | Pietro Maroso                      | 1978          |
| 62  | Bandera de Italia                         | Héctor Puricelli                   | 1978-1979     |
| 63  | Bandera de Italia                         | Gianni Bui                         | 1979          |
| 64  | Bandera de Italia                         | Gianni Di Marzio                   | 1979–1980     |
| 65  | Bandera de Italia                         | Luigi Simoni                       | 1980–1984     |
| 66  | Bandera de Italia                         | Tarcisio Burgnich                  | 1984–1986     |
| 67  | Bandera de Italia                         | Attilio Perotti                    | 1986–1987     |
| 68  | Bandera de Italia                         | Luigi Simoni                       | 1987–1988     |
| 69  | Bandera de Italia                         | Attilio Perotti                    | 1988          |
| 70  | Bandera de Italia                         | Franco Scoglio                     | 1988–1990     |
| 71  | Bandera de Italia                         | Osvaldo Bagnoli                    | 1990–1992     |
| 72  | Bandera de Italia                         | Bruno Giorgi                       | 1992          |
| 73  | Bandera de Italia                         | Luigi Maifredi                     | 1992–1993     |
| 74  | Bandera de Italia                         | Claudio Maselli                    | 1993          |
| 75  | Bandera de Italia                         | Franco Scoglio                     | 1993–1994     |
| 76  | Bandera de Italia                         | Giuseppe Marchioro                 | 1994–1995     |
| 77  | Bandera de Italia                         | Claudio Maselli                    | 1995          |
| 78  | Bandera de Italia                         | Luigi Radice                       | 1995–1996     |
| 79  | Bandera de Italia                         | Gaetano Salvemini                  | 1996          |
| 80  | Bandera de Italia                         | Attilio Perotti                    | 1996–1997     |
| 81  | Bandera de Italia                         | Gaetano Salvemini                  | 1997          |
| 82  | Bandera de Italia                         | Claudio Maselli                    | 1997–1998     |
| 83  | Bandera de Italia                         | Tarcisio Burgnich                  | 1998          |
| 84  | Bandera de Italia                         | Giuseppe Pillon                    | 1998          |
| 85  | Bandera de Italia                         | Luigi Cagni                        | 1998–1999     |
| 86  | Bandera de Italia                         | Delio Rossi                        | 1999–2000     |
| 87  | Bandera de Italia                         | Bruno Bolchi                       | 2000          |
| 88  | Bandera de Italia · Bandera de Italia     | Guido Carboni Alfredo Magni        | 2000–2001     |
| 89  | Bandera de Italia                         | Bruno Bolchi                       | 2001          |
| 90  | Bandera de Italia                         | Claudio Onofri                     | 2001          |
| 91  | Bandera de Italia                         | Franco Scoglio                     | 2001          |
| 92  | Bandera de Italia                         | Edoardo Reja                       | 2001–2002     |
| 93  | Bandera de Italia                         | Claudio Onofri                     | 2002          |
| 94  | Bandera de Italia · Bandera de Italia     | Vincenzo Torrente Rino Lavezzini   | 2002–2003     |
| 95  | Bandera de Italia                         | Roberto Donadoni                   | 2003          |
| 96  | Bandera de Italia                         | Luigi De Canio                     | 2003–2004     |
| 97  | Bandera de Italia                         | Serse Cosmi                        | 2004–2005     |
| 98  | Bandera de Italia                         | Francesco Guidolin                 | 2005          |
| 99  | Bandera de Italia                         | Giovanni Vavassori                 | 2005–2006     |
| 100 | Bandera de Italia                         | Attilio Perotti                    | 2006          |
| 101 | Bandera de Italia                         | Giovanni Vavassori                 | 2006          |
| 102 | Bandera de Italia                         | Gian Piero Gasperini               | 2006–2010     |
| 103 | Bandera de Italia                         | Davide Ballardini                  | 2010–2011     |
| 104 | Bandera de Italia                         | Alberto Malesani                   | 2011          |
| 105 | Bandera de Italia                         | Pasquale Marino                    | 2011–2012     |
| 106 | Bandera de Italia                         | Alberto Malesani                   | 2012          |
| 107 | Bandera de Italia                         | Luigi De Canio                     | 2012          |
| 108 | Bandera de Italia                         | Luigi Delneri                      | 2012–2013     |
| 109 | Bandera de Italia                         | Davide Ballardini                  | 2013          |
| 110 | Bandera de Italia                         | Fabio Liverani                     | 2013          |
| 111 | Bandera de Italia                         | Gian Piero Gasperini               | 2013-2016     |
| 112 | Bandera de Croacia                        | Ivan Jurić                         | 2016-2017     |
| 113 | Bandera de Italia                         | Andrea Mandorlini                  | 2017          |
| 114 | Bandera de Croacia                        | Ivan Jurić                         | 2017-2018     |
| 115 | Bandera de Italia                         | Davide Ballardini                  | 2017-2018     |
| 116 | Bandera de Croacia                        | Ivan Jurić                         | 2018          |
| 117 | Bandera de Italia                         | Cesare Prandelli                   | 2018-2019     |
| 118 | Bandera de Italia                         | Aurelio Andreazzoli                | 2019          |
| 119 | Bandera de Italia                         | Thiago Motta                       | 2019          |
| 120 | Bandera de Italia                         | Davide Nicola                      | 2019-2020     |
| 121 | Bandera de Italia                         | Rolando Maran                      | 2020          |
| 121 | Bandera de Italia                         | Davide Ballardini                  | 2020-presente |

### Cuerpo técnico 2020/21
- Entrenador:  Davide Ballardini
- Entrenador adjunto:  Alberto Corradi
- Colaborador técnico:  Stjepan Ostojić
- Preparadores atléticos:  Alessandro Pilati
- Preparador de arqueros:  Gianluca Spinelli
- Fisioterapeuta:  Paolo Barbero
- Médico social:  Marco Stellatelli
- Masajistas:  Saverio Quercia -  Fabio della Monaca -  Jean Michel Trinchero

## Datos del club
- Temporadas en la Serie A: 85 (Última en la 2024/25).
- Temporadas en la Serie B: 34 (Última en la 2022/23).
- Temporadas en la Serie C: 2 (Última en 2005/06).
- Mayor goleada conseguida: 16-0 a Acqui FBC en 1914/15.
- Mejor puesto en la liga: 1.º
- Peor puesto en la liga: 20.º
- Primer club de fútbol fundado en Italia: 1893.
- Primer campeón del fútbol italiano: 1898.
- Primer equipo italiano en jugar y ganar un partido en el extranjero: En 1903 en Niza, FVNizza 0 - 3 Genoa.
- Primer equipo italiano en contratar legalmente y de forma documentada a un jugador profesional: En 1910, a Swift.
- Primer equipo italiano en contratar a un entrenador profesional: En 1912, a William Garbutt.
- Primer equipo italiano en ganar un campeonato de forma invicta: En 1922/23.
- Primer equipo italiano en utilizar su escudo en la camiseta: En 1924.
- Primer equipo italiano, junto con Juventus, en participar de un campeonato internacional: En 1929, la Copa de Europa Central.
- Primer equipo italiano en ganar la Copa de los Alpes: En 1962.
- Equipo italiano que ha sufrido la menor cantidad de goles en contra en un torneo de la Serie B: 13, en 1988/89.
- Primer equipo italiano en ganarle al Liverpool en su estadio, Anfield Road: En la Copa de la UEFA 1991-92, con un resultado de 2-1.

## Palmarés

### Torneos nacionales (10)
| Competiciones nacionales         | Títulos                                                        | Subcampeonatos                |
| -------------------------------- | -------------------------------------------------------------- | ----------------------------- |
| Primera División de Italia (9/4) | 1898, 1899, 1900, 1902, 1903, 1904, 1914-15, 1922-23, 1923-24. | 1901, 1905, 1927-28, 1929-30. |
| Copa de Italia (1/1)             | 1936-37.                                                       | 1939-40.                      |
|                                  |                                                                |                               |
| Segunda División de Italia (6/2) | 1934-35, 1952-53, 1961-62, 1972-73, 1975-76, 1988-89.          | 1980-81, 2022-23.             |
| Tercera División de Italia (1/1) | 1970-71.                                                       | 2005-06.                      |

### Torneos internacionales amistosos
- Copa de los Alpes (2): 1962, 1964.
- Trofeo Spagnolo (11): 1995, 1996, 2000, 2001, 2003, 2004, 2006, 2007, 2008, 2010, 2012.
- Copa Anglo-Italiana (1): 1996
- Trofeo Villa de Gijón (1): 2011.

### Torneos Juveniles
- Torneo Primavera (1): 2009/10.
- Torneo de Viareggio (2): 1965, 2007.
- Copa Italia Primavera (1): 2008/09.
- Supercopa Primavera (2): 2009, 2010.

### Honores
- Estrella de Oro al Mérito Deportivo: 1967.
- Collar de Oro al Mérito Deportivo: 2002.

## Participación en competiciones europeas
| Temporada | Competición   | Ronda    | Club                 | Cómputo global | Ida     | Vuelta  |
| --------- | ------------- | -------- | -------------------- | -------------- | ------- | ------- |
| 1929      | Copa Mitropa  | 1/4      | SK Rapid Wien        | 1-5            | 1-5 (F) | 0-0 (C) |
| 1930      | Copa Mitropa  | 1/4      | SK Rapid Wien        | 2-7            | 1-1 (C) | 1-6 (F) |
| 1937      | Copa Mitropa  | 1/8      | HŠK Građanski Zagreb | 6-1            | 3-1 (C) | 3-0 (F) |
| 1937      | Copa Mitropa  | 1/4      | SK Admira Wien       | 2-2            | 2-2 (F) |         |
| 1938      | Copa Mitropa  | 1/8      | Sparta Praga         | 5-3            | 4-2 (C) | 1-1 (F) |
| 1938      | Copa Mitropa  | 1/4      | Rapid Bucarest       | 4-2            | 3-0 (C) | 1-2 (F) |
| 1938      | Copa Mitropa  | 1/2      | Slavia Praga         | 4-6            | 4-2 (C) | 0-4 (F) |
| 1990      | Copa Mitropa  | Grupo B  | Slavia Praga         | 0-0            | 0-0 (C) |         |
| 1990      | Copa Mitropa  | Grupo B  | NK Osijek            | 6-0            | 6-0 (C) |         |
| 1990      | Copa Mitropa  | F        | AS Bari              | 0-1            | 0-1 (F) |         |
| 1991/92   | UEFA Cup      | 1R       | Real Oviedo          | 3-2            | 0-1 (F) | 3-1 (C) |
| 1991/92   | UEFA Cup      | 2R       | Dinamo Bucarest      | 5-3            | 3-1 (C) | 2-2 (F) |
| 1991/92   | UEFA Cup      | 1/8      | Steaua Bucarest      | 2-0            | 1-0 (F) | 1-0 (C) |
| 1991/92   | UEFA Cup      | 1/4      | Liverpool FC         | 4-1            | 2-0 (C) | 2-1 (F) |
| 1991/92   | UEFA Cup      | 1/2      | AFC Ajax             | 3-4            | 2-3 (C) | 1-1 (F) |
| 2009/10   | Europa League | Play-off | Odense BK            | 4-2            | 3-1 (C) | 1-1 (F) |
| 2009/10   | Europa League | Grupo B  | Valencia CF          | 3-5            | 2-3 (F) | 1-2 (C) |
| 2009/10   | Europa League | Grupo B  | Slavia Praga         | 2-0            | 2-0 (C) | 0-0 (F) |
| 2009/10   | Europa League | Grupo B  | Lille OSC            | 3-5            | 0-3 (F) | 3-2 (C) |

### Libros
- La leggenda genoana. Editorial: De Ferrari. Año 2006-2007.
- Sotto il segno del Grifone. Editorial: Fratelli Frilli Editori. Año 2005.
- Genoa - La nostra favola. Autor: Santina Barrovecchio. Editorial: MD Edizioni. Año 1993.
- Caro Vecchio Balordo. Autor: Gianni Brera. Editorial: De Ferrari. Año=2005.
- Genoa, amore mio. Autor: Gianni Brera y Franco Tomati. Editorial: Ponte alle Grazie. Año 1992.
- Il Grifone fragile. Autor: Tonino Cagnucci. Editorial: Brezzo di Bedero. Año 2013.
- FC Genoa: ieri, oggi, domani. Autor: Manlio Fantini. Editorial: Edi-Grafica. Año 1997.
- Più mi tradisci Più ti amo. Autor: Alberto Isola. Editorial: Fratelli Frilli Editori. Año 2003.
- Dizionario del Genoano - amoroso e furioso. Autor: Carlo Isola e Alberto Isola. Editorial: De Ferrari. Año 2007.
- La grande storia del Genoa. Autor: Giancarlo Rizzoglio. Editorial: Nuova Editrice Genovese.
- Genoa. Autor: Renzo Parodi e Giulio Vignolo. Editorial: Il Secolo XIX. Año 1991.
- Dizionario illustrato dei giocatori genoani. Editorial: De Ferrari. Año 2008.
- Accadde domani... un anno con il Genoa. Editorial: De Ferrari. Año 2005.